# 요크 지역의 시내버스 노선 목록
아래는 캐나다 온타리오주 요크 지방자치구에서 운행하는 요크 지역 교통의 일반, 급행 및 비바 간선 급행 버스 노선 목록이다.

## 노선
아래 노선 정보는 2018년 11월 4일 기준이다.

### 비바
| 노선                          | 노선                       | 종점                   | 종점     | 종점                         | 경유지 | 비고                                                                                              |
| ----------------------------- | -------------------------- | ---------------------- | -------- | ---------------------------- | --- | ------------------------------------------------------------------------------------------------- |
| 비바 블루                     | Viva Blue                  | 뉴마켓 버스 터미널     | ↔        | 핀치 역                      | 남쪽 뉴마켓 버스 터미널 영 / 이글 영 / 멀록 영 / 새비지 영 / 오처드하이츠 영 / 웰링턴 영 / 골프링크스 영 / 헨더슨 영 / 블루밍턴 영 / 레게타 영 / 킹 영 / 제퍼슨 영 / 갬블 버나드 터미널 영 / 엘긴밀스 영 / 크로스비 영 / 메이저 매켄지 영 / 웰드릭 영 / 카빌 영 / 스콧 리치먼드힐 센터 터미널 영 / 로열오처드 영 / 센터 영 / 클라크 영 / 스틸즈 핀치 역 북쪽 핀치 역 영 / 스틸즈 영 / 클라크 영 / 센터 영 / 로열오처드 리치먼드힐 센터 터미널 영 / 밴트리 영 / 16번 영 / 웰드릭 영 / 메이저 매켄지 영 / 크로스비 영 / 엘긴밀스 영 / 버나드 영 / 19번 영 / 제퍼슨 영 / 킹 영 / 레게타 영 / 블루밍턴 영 / 헨더슨 영 / 골프링크스 영 / 웰링턴 영 / 오처드하이츠 영 / 새비지 영 / 멀록 이글 / 영 뉴마켓 버스 터미널                                                     | 매일 상시 운행. 핀치 역과 버나드 터미널 사이에 버스 추가 운행.                                    |
| 비바 블루 A                   | Viva Blue A                | 뉴마켓 버스 터미널     | → AM← PM | 핀치 역                      | 남쪽 뉴마켓 버스 터미널 영 / 이글 영 / 멀록 영 / 새비지 영 / 오처드하이츠 영 / 웰링턴 영 / 골프링크스 영 / 헨더슨 영 / 블루밍턴 영 / 레게타 영 / 킹 영 / 제퍼슨 영 / 갬블 버나드 터미널 영 / 엘긴밀스 영 / 크로스비 영 / 메이저 매켄지 영 / 웰드릭 영 / 카빌 영 / 스콧 영 / 로열오처드 영 / 센터 영 / 클라크 영 / 스틸즈 핀치 역 북쪽 핀치 역 영 / 스틸즈 영 / 클라크 영 / 센터 영 / 로열오처드 영 / 밴트리 영 / 16번 영 / 웰드릭 영 / 메이저 매켄지 영 / 크로스비 영 / 엘긴밀스 영 / 버나드 영 / 19번 영 / 제퍼슨 영 / 킹 영 / 레게타 영 / 블루밍턴 영 / 헨더슨 영 / 골프링크스 영 / 웰링턴 영 / 오처드하이츠 영 / 새비지 영 / 멀록 이글 / 영 뉴마켓 버스 터미널                                                                                                   | 핀치 역 방면 평일 아침, 뉴마켓 방면 평일 오후 러시 아워에 리치먼드힐 센터 터미널 무정차 통과 운행 |
| 비바 퍼플 (7번 고속도로 경유) | Viva Purple via Highway 7  | 리치먼드힐 센터 터미널 | ↔        | 마컴 스토우빌 병원           | 동쪽 리치먼드힐 센터 터미널 7번 / 베이뷰 7번 / 챌머스 7번 / 밸리미드 7번 / 웨스트비버크리크 7번 / 레슬리 7번 / 이스트비버크리크 7번 / 올스테이트 7번 / 우드바인 7번 / 몽고메리 7번 / 타운센터 7번 / 워든 7번 / 버치마운트 7번 / 사이베라스 7번 / 케네디 7번 / 벌록 7번 / 매코원 7번 / 갤스워시 7번 / 메인 스트리트 마컴 7번 / 우튼 마컴 스토우빌 병원 서쪽 마컴 스토우빌 병원 7번 / 우튼 7번 / 메인 스트리트 마컴 7번 / 갤스워시 7번 / 매코원 7번 / 벌록 7번 / 케네디 7번 / 사이베라스 7번 / 빌리지 파크웨이 7번 / 워든 7번 / 타운센터 7번 / 몽고메리 7번 / 올스테이트 7번 / 이스트비버크리크 7번 / 레슬리 7번 / 웨스트비버크리크 7번 / 밸리미드 7번 / 사우스파크 7번 / 베이뷰 리치먼드힐 센터 터미널                                                               | 매일 상시 운행                                                                                    |
| 비바 퍼플 (엔터프라이즈 경유) | Viva Purple via Enterprise | 리치먼드힐 센터 터미널 | ↔        | 마컴 스토우빌 병원           | 동쪽 리치먼드힐 센터 터미널 7번 / 베이뷰 7번 / 챌머스 7번 / 밸리미드 7번 / 웨스트비버크리크 7번 / 레슬리 7번 / 이스트비버크리크 7번 / 올스테이트 7번 / 우드바인 7번 / 몽고메리 7번 / 타운센터 7번 / 워든 7번 / 버치마운트 시덜랜드 / 워든 엔터프라이즈 / 워든 엔터프라이즈 / 포스트 로드 라이비스 / YMCA 케네디 / 7번 7번 / 벌록 7번 / 매코원 7번 / 갤스워시 7번 / 메인 스트리트 마컴 7번 / 우튼 마컴 스토우빌 병원 서쪽 마컴 스토우빌 병원 7번 / 우튼 7번 / 메인 스트리트 마컴 7번 / 갤스워시 7번 / 매코원 7번 / 벌록 7번 / 케네디 7번 / 사이베라스 7번 / 빌리지 파크웨이 7번 / 워든 7번 / 타운센터 7번 / 몽고메리 7번 / 올스테이트 7번 / 이스트비버크리크 7번 / 레슬리 7번 / 웨스트비버크리크 7번 / 밸리미드 7번 / 사우스파크 7번 / 베이뷰 리치먼드힐 센터 터미널 | 평일 러시 아워를 제외한 매일 상시 운행                                                            |
| 비바 핑크                     | Viva Pink                  | 핀치 역                | ↔        | 유니언빌 역                  | 남쪽 유니언빌 역 라이비스 / YMCA 엔터프라이즈 / 포스트 로드 엔터프라이즈 / 워든 시덜랜드 / 워든 7번 / 타운센터 7번 / 몽고메리 7번 / 우드바인 7번 / 올스테이트 7번 / 이스트비버크리크 7번 / 레슬리 7번 / 웨스트비버크리크 7번 / 밸리미드 7번 / 사우스파크 7번 / 베이뷰 리치먼드힐 센터 터미널 영 / 로열오처드 영 / 센터 영 / 클라크 영 / 스틸즈 핀치 역 북쪽 핀치 역 영 / 스틸즈 영 / 클라크 영 / 센터 영 / 로열오처드 리치먼드힐 센터 터미널 7번 / 베이뷰 7번 / 사우스파크 7번 / 밸리미드 7번 / 웨스트비버크리크 7번 / 레슬리 7번 / 이스트비버크리크 7번 / 올스테이트 7번 / 우드바인 7번 / 몽고메리 7번 / 타운센터 시덜랜드 / 워든 엔터프라이즈 / 워든 엔터프라이즈 / 포스트 로드 라이비스 / YMCA 유니언빌 역                                                       | 평일 러시 아워에만 운행                                                                           |
| 비바 오렌지                   | Viva Orange                | 7번 / 파인밸리         | ↔        | 리치먼드힐 센터 터미널       | 동쪽 마틴그로브 / 7번 7번 / 키플링 7번 / 이즐링턴 7번 / 파인밸리 7번 / 앤슬리그로브 7번 / 웨스턴 본 메트로폴리탄 센터 7번 / 크레딧스톤 7번 / 킬 센터 / 더퍼린 프로미너드 터미널 리치먼드힐 센터 터미널 서쪽 리치먼드힐 센터 터미널 배서스트 / 앳킨슨 프로미너드 터미널 센터 / 더퍼린 7번 / 킬 7번 / 크레딧스톤 본 메트로폴리탄 센터 7번 / 웨스턴 7번 / 앤슬리그로브 7번 / 파인밸리 7번 / 이즐링턴 7번 / 키플링 마틴그로브 / 7번 | 매일 상시 운행. 주말과 공휴일에는 파인밸리까지만 운행.                                            |
| 비바 그린                     | Viva Green                 | 7번 / 매코원           | ↔        | 돈밀스 역                    | 남쪽 7번 / 매코원 7번 / 벌록 케네디 / 7번 라이비스 / YMCA 엔터프라이즈 / 포스트 로드 엔터프라이즈 / 워든 워든 / 14번 워든 / 데니슨 에스나파크 / 스틸즈 고든베이커 / 맥니콜 핀치 / 세네카힐 돈밀스 역 북쪽 돈밀스 역 돈밀스 / 레스힐 핀치 / 세네카힐 고든베이커 / 맥니콜 에스나파크 / 스틸즈 워든 / 데니슨 워든 / 14번 엔터프라이즈 / 워든 엔터프라이즈 / 포스트 로드 라이비스 / YMCA 케네디 / 7번 7번 / 벌록 7번 / 매코원 | 평일 러시 아워에만 운행                                                                           |
| 비바 옐로우                   | Viva Yellow                | 뉴마켓 버스 터미널     | ↔        | 데이비스 / 404번 환승 주차장 | 동쪽 뉴마켓 버스 터미널 데이비스 / 롱퍼드 뉴마켓 역 사우스레이크 병원 데이비스 / 휴론하이츠 데이비스 / 레슬리 데이비스 / 404번 서쪽 데이비스 / 404번 데이비스 / 레슬리 데이비스 / 휴론하이츠 사우스레이크 병원 뉴마켓 역 데이비스 / 롱퍼드 뉴마켓 버스 터미널 | 평일 러시 아워에만 운행                                                                           |

### 일반 버스 노선
| 노선 | 노선                                                  | 노선                                         | 종점                                                                | 종점     | 종점                                                           | 경유지 | 비고                                                                                        |
| ---- | ----------------------------------------------------- | -------------------------------------------- | ------------------------------------------------------------------- | -------- | -------------------------------------------------------------- | --- | ------------------------------------------------------------------------------------------- |
| 1    | 7번 고속도로                                          | Highway 7                                    | 리치먼드힐 센터 터미널                                              | ↔        | 복스그로브 월마트                                              | 동쪽 리치먼드힐 센터 터미널 7번 / 베이뷰 7번 / 레슬리 7번 / 우드바인 7번 / 워든 7번 / 케네디 7번 / 매코원 7번 / 메인 스트리트 마컴 마컴 스토우빌 병원 마컴 복스그로브 플라자 서쪽 마컴 복스그로브 플라자 마컴 스토우빌 병원 7번 / 메인 스트리트 마컴 7번 / 매코원 7번 / 케네디 7번 / 워든 7번 / 우드바인 7번 / 레슬리 7번 / 베이뷰 리치먼드힐 센터 터미널 | 매일 상시 운행                                                                              |
| 2    | 밀리켄                                                | Milliken                                     | 핀치 역                                                             | ↔        | 데니슨 / 마컴 로드 (평일)마컴 복스그로브 플라자 (토/일/공휴일) | 동쪽 핀치 역 영 / 스틸즈 존 / 베이뷰 존 / 돈밀스 존 / 우드바인 데니슨 / 워든 데니슨 / 케네디 데니슨 / 매코원 데니슨 / 마컴 로드 루지뱅크 / 9번 (주말) 마컴 복스그로브 플라자 (주말) 서쪽 마컴 복스그로브 플라자 (주말) 코퍼크리크 / 복스그로브 (주말) 마컴 로드 / 엘슨 데니슨 / 매코원 데니슨 / 케네디 데니슨 / 워든 존 / 우드바인 존 / 돈밀스 존 / 베이뷰 영 / 스틸즈 핀치 역 | 매일 상시 운행                                                                              |
| 3    | 손힐                                                  | Thornhill                                    | 파이어니어 빌리지 역                                                | ↔        | 스틸즈 / 돈밀스                                                | 동쪽 파이어니어 빌리지 역 스틸즈 / 킬 스틸즈 / 더퍼린 프로미너드 터미널 뉴웨스트민스터 / 배서스트 센터 / 영 존 / 베이뷰 그린 레인 / 레슬리 레슬리 / 존 숍스온돈밀스 서쪽 숍스온돈밀스 돈밀스 / 존 존 / 베이뷰 영 / 로열오처드 앳킨슨 / 배서스트 프로미너드 터미널 스틸즈 / 더퍼린 스틸즈 / 킬 파이어니어 빌리지 역 | 매일 상시 운행                                                                              |
| 4    | 메이저 매켄지                                         | Major Mackenzie                              | 본밀스 몰                                                           | ↔        | 힐마운트 / 마크랜드                                            | 동쪽 본밀스 몰 메이저 매켄지 / 제인 메이저 매켄지 / 킬 메이플 역 메이저 매켄지 / 더퍼린 메이저 매켄지 / 배서스트 메이저 매켄지 / 영 리치먼드힐 역 메이저 매켄지 / 베이뷰 메이저 매켄지 / 레슬리 메이저 매켄지 / 우드바인 힐마운트 / 마크랜드 서쪽 힐마운트 / 마크랜드 메이저 매켄지 / 우드바인 메이저 매켄지 / 레슬리 메이저 매켄지 / 베이뷰 리치먼드힐 역 메이저 매켄지 / 영 메이저 매켄지 / 배서스트 메이저 매켄지 / 더퍼린 메이플 역 메이저 매켄지 / 킬 메이저 매켄지 / 제인 본밀스 몰 | 매일 상시 운행                                                                              |
| 4A   | 메이저 매켄지                                         | Major Mackenzie                              | 메이저 매켄지 / 우드엔드                                            | ↔        | 힐마운트 / 마크랜드                                            | 동쪽 메이저 매켄지 / 우드엔드 메이저 매켄지 / 웨스턴 메이저 매켄지 / 제인 메이저 매켄지 / 킬 메이플 역 메이저 매켄지 / 더퍼린 메이저 매켄지 / 배서스트 메이저 매켄지 / 영 리치먼드힐 역 메이저 매켄지 / 베이뷰 메이저 매켄지 / 레슬리 메이저 매켄지 / 우드바인 힐마운트 / 마크랜드 서쪽 힐마운트 / 마크랜드 메이저 매켄지 / 우드바인 메이저 매켄지 / 레슬리 메이저 매켄지 / 베이뷰 리치먼드힐 역 메이저 매켄지 / 영 메이저 매켄지 / 배서스트 메이저 매켄지 / 더퍼린 메이플 역 메이저 매켄지 / 킬 메이저 매켄지 / 제인 메이저 매켄지 / 웨스턴 메이저 매켄지 / 파인밸리 메이저 매켄지 / 우드엔드 | 매일 상시 운행                                                                              |
| 5    | 클라크                                                | Clark                                        | 클라크 / 더퍼린                                                     | ↔        | 핀치 역                                                        | 동쪽 클라크 / 더퍼린 클라크 / 배서스트 영 / 클라크 영 / 스틸즈 핀치 역 서쪽 핀치 역 영 / 스틸즈 영 / 클라크 클라크 / 배서스트 글렌쉴즈 / 더퍼린 클라크 / 더퍼린 | 월-토 상시 운행                                                                             |
| 7    | 마틴그로브                                            | Martin Grove                                 | 알팔라디니 커뮤니티 센터                                            | ↔        | 우드바인 센터 (평일)스틸즈 / 이즐링턴 (토요일)                 | 남쪽 알 팔라디니 커뮤니티 센터 마틴그로브 / 27번 마틴그로브 / 7번 마틴그로브 / 스틸즈 스틸즈 / 키플링 (주말) 스틸즈 / 이즐링턴 (주말) 마틴그로브 / 알비온 (평일) 험버 대학 (평일) 우드바인 센터 (평일) 북쪽 우드바인 센터 (평일) 험버 대학 (평일) 마틴그로브 / 알비온 (평일) 스틸즈 / 이즐링턴 (주말) 스틸즈 / 키플링 (주말) 마틴그로브 / 스틸즈 마틴그로브 / 7번 마틴그로브 / 27번 알 팔라디니 커뮤니티 센터 | 월-토 상시 운행. 핀치 남쪽 구간은 TTC 46번 버스로 환승.                                     |
| 8    | 케네디                                                | Kennedy                                      | 케네디 / 메이저 매켄지                                              | ↔        | 케네디 / 스틸즈                                                | 남쪽 케네디 / 메이저 매켄지 케네디 / 16번가 케네디 / 7번 유니언빌 역 케네디 / 14번가 케네디 / 데니슨 케네디 / 스틸즈 북쪽 케네디 / 스틸즈 케네디 / 데니슨 케네디 / 14번가 유니언빌 역 케네디 / 7번 케네디 / 16번 케네디 / 메이저 매켄지 | 매일 상시 운행. 스틸즈 남쪽으로는 TTC 43번 버스로 환승.                                     |
| 9    | 9번 라인                                              | 9th Line                                     | 월마트 스토우빌 점                                                  | ↔        | 복스그로브 / 오크버러                                          | 남쪽 월마트 스토우빌 점 파크뷰 빌리지 9번 / 엘긴밀스 9번 / 메이저 매켄지 9번 / 도널드 쿠센스 9번 / 16번가 9번 / 7번 복스그로브 / 14번 복스그로브 / 오크버러 북쪽 복스그로브 / 오크버러 9번 / 7번 9번 / 16번가 9번 / 도널드 쿠센스 9번 / 메이저 매켄지 9번 / 엘긴밀스 9번 / 19번가 9번 / 메인 엠 / 글래드파크 스토우빌 역 10번 / 후버파크 후버파크 / 9번 월마트 스토우빌 점 | 평일 상시 운행                                                                              |
| 10   | 우드브릿지                                            | Woodbridge                                   | 키플링 / 우드브릿지                                                 | ↔        | 본 메트로폴리탄 센터 역                                        | 동쪽 (마틴그로브 & 우드브릿지 경유) 우드브릿지 / 키플링 마틴그로브 / 포레스트 우드브릿지 / 키플링 랭스태프 / 이즐링턴 랭스태프 / 파인밸리 블루윈도우 / 웨스턴 본 메트로폴리탄 센터 역 동쪽 (랭스태프 & 키플링 경유) 우드브릿지 / 키플링 마틴그로브 / 랭스태프 키플링 / 우드브릿지 랭스태프 / 이즐링턴 랭스태프 / 파인밸리 블루윈도우 / 웨스턴 본 메트로폴리탄 센터 역 서쪽 본 메트로폴리탄 센터 역 크리슬리 / 웨스턴 랭스태프 / 파인밸리 이즐링턴 / 우드브릿지 우드브릿지 / 키플링 | 매일 상시 운행. VMC역 방면 마틴그로브와 우드브릿지, 랭스태프와 키플링 구간을 번갈아서 운행. |
| 12   | 파인밸리                                              | Pine Valley                                  | 본밀스 몰                                                           | ↔        | 스틸즈 / 이즐링턴                                              | 남쪽 본밀스 몰 랭스태프 / 웨스턴 애버딘 / 애쉴리그로브 7번 / 파인밸리 이즐링턴 / 스틸즈 북쪽 이즐링턴 / 스틸즈 7번 / 파인밸리 애버딘 / 애쉴리그로브 랭스태프 / 웨스턴 본밀스 몰 | 월-토 상시 운행                                                                             |
| 13   | 이즐링턴                                              | Islington                                    | 이즐링턴 / 27번 (평일 러시 아워)나파밸리 / 이즐링턴 (월-토 상시)    | ↔        | 스틸즈 / 이즐링턴                                              | 남쪽 이즐링턴 / 27번 (평일 러시 아워) 나파밸리 / 이즐링턴 이즐링턴 / 러더퍼드 이즐링턴 / 7번 스틸즈 / 이즐링턴 북쪽 스틸즈 / 이즐링턴 이즐링턴 / 7번 이즐링턴 / 러더퍼드 나파밸리 / 이즐링턴 이즐링턴 / 27번 (평일 러시 아워) | 월-토 상시 운행                                                                             |
| 14   | 14번가                                                | 14th Avenue                                  | 데니슨 / 우드바인                                                   | ↔        | 복스그로브 월마트                                              | 동쪽 데니슨 / 우드바인 14번 / 워든 14번 / 케네디 14번 / 매코원 14번 / 마컴 로드 러셀 자비스 / 루지뱅크 복스그로브 월마트 서쪽 복스그로브 월마트 러셀 자비스 / 루지뱅크 14번 / 마컴 로드 14번 / 매코원 14번 / 케네디 14번 / 워든 데니슨 / 우드바인 | 평일 상시 운행                                                                              |
| 15   | 스토우빌                                              | Stouffville                                  | 영 / 제퍼슨                                                         | ↔        | 밀러드 / 오토몰                                                | 동쪽 영 / 제퍼슨 스토우빌 / 베이뷰 스토우빌 / 레슬리 곰리 역 스토우빌 / 우드바인 스토우빌 / 워든 스토우빌 / 케네디 스토우빌 / 매코원 밀러드 / 오토몰 서쪽 밀러드 / 오토몰 밀러드 / 9번 스토우빌 역 스토퍼 / 메인 메인 / 9번 스토우빌 / 48번 스토우빌 / 매코원 스토우빌 / 케네디 스토우빌 / 워든 스토우빌 / 우드바인 곰리 역 스토우빌 / 레슬리 스토우빌 / 베이뷰 영 / 제퍼슨 실버메이플 / 영 | 평일 러시 아워에만 운행                                                                     |
| 16   | 16번가                                                | 16th Avenue                                  | 러더퍼드 / 일란 라몬                                                | ↔        | 마컴 스토우빌 병원                                             | 동쪽 러더퍼드 / 일란 라몬 배서스트 / 러더퍼드 카빌 / 영 16번 / 베이뷰 16번 / 레슬리 16번 / 우드바인 16번 / 워든 16번 / 케네디 16번 / 매코원 16번 / 메인 스트리트 마컴 마컴 스토우빌 병원 서쪽 마컴 스토우빌 병원 16번 / 9번 16번 / 48번 16번 / 매코원 16번 / 케네디 16번 / 워든 16번 / 우드바인 16번 / 레슬리 16번 / 베이뷰 16번 / 영 배서스트 / 카빌 러더퍼드 / 일란 라몬 | 매일 상시 운행                                                                              |
| 17A  | 버치마운트                                            | Birchmount                                   | 버치마운트 / 7번                                                    | ↔        | 워든 역                                                        | 남쪽 버치마운트 / 루지사이드 버치마운트 / 엔터프라이즈 버치마운트 / 14번 버치마운트 / 데니슨 버치마운트 / 스틸즈 버치마운트 / 맥니콜 버치마운트 / 핀치 버치마운트 / 헌팅우드 버치마운트 / 셰퍼드 버치마운트 / 엘즈미어 버치마운트 / 로렌스 버치마운트 / 엘즈미어 버치마운트 / 에글린턴 워든 역 북쪽 워든 역 버치마운트 / 세인트클레어 버치마운트 / 에글린턴 버치마운트 / 로렌스 버치마운트 / 엘즈미어 버치마운트 / 셰퍼드 버치마운트 / 헌팅우드 버치마운트 / 핀치 버치마운트 / 맥니콜 버치마운트 / 스틸즈 버치마운트 / 데니슨 버치마운트 / 엔터프라이즈 7번 / 버치마운트 | 평일 러시 아워에만 운행하는 TTC 위탁 운행 버스. 스틸즈 남쪽으로 TTC 요금 부과.              |
| 18   | 버오크                                                | Bur Oak                                      | 앵거스글렌 커뮤니티 센터                                            | ↔        | 마컴 스토우빌 병원                                             | 동쪽 앵거스글렌 커뮤니티 센터 앵거스글렌 / 케네디 버오크 / 매코원 버오크 / 마컴 로드 마운트조이역 버오크 / 9번 라인 버오크 / 16번 마컴 스토우빌 병원 서쪽 마컴 스토우빌 병원 버오크 / 7번 버오크 / 가스램프 버오크 / 9번 버오크 / 마컴 로드 마운트조이역 앵거스글렌 / 케네디 앵거스글렌 커뮤니티 센터 | 월-토 상시 운행                                                                             |
| 20   | 제인                                                  | Jane                                         | 모스크 / 테스턴                                                     | ↔        | 파이어니어 빌리지 역                                           | 남쪽 모스크 / 테스턴 테스턴 / 제인 제인 / 메이저 매켄지 제인 / 러더퍼드 본밀스 몰 제인 / 랭스태프 본 메트로폴리탄 센터 역 하이웨이 407 역 스틸즈 / 제인 파이어니어 빌리지 역 북쪽 파이어니어 빌리지 역 제인 / 스틸즈 하이웨이 407 역 본 메트로폴리탄 센터 역 제인 / 랭스태프 본밀스 몰 제인 / 러더퍼드 제인 / 메이저 매켄지 모스크 / 테스턴 | 매일 상시 운행                                                                              |
| 21   | 벨로어 지선                                           | Bellore Local                                | 본밀스 몰                                                           | →        | 본밀스 몰                                                      | 평일 아침 러시 아워 본밀스 몰 웨스턴 / 다보스 벨로어 / 메이저 매켄지 애쉬베리 / 웨스턴 시티뷰 / 메이저 매켄지 벨로어 / 유로 플레이스 다보스 / 웨스턴 본밀스 몰 평일 오후 러시 아워 본밀스 몰 애쉬베리 / 웨스턴 벨로어 / 메이저 매켄지 메이저 매켄지 / 웨스턴 캐나다 드라이브 / 웨스턴 포에트리 / 메이저 매켄지 다보스 / 웨스턴 본밀스 몰 | 평일 러시 아워에만 운행                                                                     |
| 22   | 킹시티                                                | King City                                    | 세네카 대학 킹 캠퍼스                                               | ↔        | 메이플 역                                                      | 남쪽 세네카 대학 킹 캠퍼스 15번 / 더퍼린 15번 / 배서스트 블루밍턴 / 영 영 / 킹 킹 / 배서스트 킹 / 더퍼린 킹시티 역 메이플 역 북쪽 메이플 역 킹시티 역 킹 / 더퍼린 킹 / 배서스트 영 / 킹 블루밍턴 / 배서스트 15번 / 더퍼린 세네카 대학 킹 캠퍼스 | 월-토 상시 운행                                                                             |
| 23   | 손힐우즈                                              | Thornhill Woods                              | 배서스트 / 마크 산티                                                | ↔        | 프로미너드 터미널                                              | 남쪽 배서스트 / 마크 산티 배서스트 / 러더퍼드 손힐우드 / 서머리지 메이플슈거 / 플레전트리지 프로미너드 터미널 북쪽 프로미너드 터미널 플레전트리지 / 메이플슈거 손힐우드 / 서머리지 손힐우드 / 러더퍼드 르보빅캠퍼스 / 배서스트 배서스트 / 마크 산티 | 평일 평상시 운행                                                                            |
| 23   | 손힐우즈                                              | Thornhill Woods                              | 테스턴 / 비아로마노                                                 | ↔        | 핀치 역                                                        | 남쪽 테스턴 / 비아로마노 배서스트 / 메이저 매켄지 토마스 쿡 / 러더퍼드 손힐우드 / 서머리지 메이플슈거 / 플레전트리지 프로미너드 터미널 센터 / 배서스트 힐다 / 스틸즈 영 / 스틸즈 핀치 역 북쪽 핀치 역 스틸즈 / 영 스틸즈 / 힐다 센터 / 배서스트 프로미너드 터미널 플레전트리지 / 메이플슈거 손힐우드 / 서머리지 손힐우드 / 러더퍼드 르보빅캠퍼스 / 일란 라몬 배서스트 / 메이저 매켄지 퀸 필로메나 / 비아로마노 테스턴 / 비아로마노 | 평일 러시 아워에만 운행                                                                     |
| 24   | 우드바인                                              | Woodbine                                     | 혼다 캐나다 본사                                                    | ↔        | 돈밀스 역                                                      | 남쪽 혼다 캐나다 본사 우드바인 / 엘긴밀스 헤이즐턴 / 메이저 매켄지 우드바인 / 16번 우드바인 / 7번 우드바인 / 존 빅토리아파크 / 스틸즈 빅토리아파크 / 맥니콜 (하차 전용) 빅토리아파크 / 핀치 (하차 전용) 빅토리아파크 / 밴혼 (하차 전용) 빅토리아파크 / 셰퍼드 (하차 전용) 돈밀스 역 (하차 전용) 북쪽 돈밀스 역 빅토리아파크 / 셰퍼드 (승차 전용) 빅토리아파크 / 밴혼 (승차 전용) 빅토리아파크 / 핀치 (승차 전용) 빅토리아파크 / 맥니콜 (승차 전용) 빅토리아파크 / 스틸즈 우드바인 / 존 우드바인 / 7번 우드바인 / 16번 우드바인 / 메이저 매켄지 우드바인 / 엘긴밀스 혼다 캐나다 본사 | 매일 상시 운행                                                                              |
| 25   | 메이저 매켄지                                         | Major Mackenzie                              | 하딩 / 애디슨                                                       | ↔        | 마컴 스토우빌 병원                                             | 동쪽 하딩 / 애디슨 하딩 / 메이저 매켄지 메이저 매켄지 / 영 리치먼드힐 역 메이저 매켄지 / 베이뷰 메이저 매켄지 / 레슬리 메이저 매켄지 / 우드바인 메이저 매켄지 / 워든 메이저 매켄지 / 케네디 메이저 매켄지 / 매코원 메이저 매켄지 / 48번 도널드 쿠센스 / 9번 도널드 쿠센스 / 16번 코넬센터 / 7번 마컴 스토우빌 병원 서쪽 마컴 스토우빌 병원 코넬센터 / 7번 코넬센터 / 16번 도널드 쿠센스 / 9번 메이저 매켄지 / 48번 메이저 매켄지 / 매코원 메이저 매켄지 / 케네디 메이저 매켄지 / 워든 메이저 매켄지 / 우드바인 메이저 매켄지 / 레슬리 메이저 매켄지 / 베이뷰 리치먼드힐 역 메이저 매켄지 / 영 하딩 / 애디슨 | 평일 상시 운행                                                                              |
| 26   | 메이플                                                | Maple                                        | 브랜든게이트 / 제인                                                 | ↔        | 본밀스 몰                                                      | 남쪽 브랜든게이트 / 제인 존 다이스먼 / 티에라 멜빌 / 커닝햄 멜빌 / 메이저 매켄지 멜빌 / 러더퍼드 본밀스 몰 북쪽 본밀스 몰 멜빌 / 러더퍼드 멜빌 / 메이저 매켄지 크랜스턴파크 / 맥노튼 브랜든게이트 / 제인 | 평일 러시 아워를 제외하고 매일 상시 운행                                                    |
| 26   | 메이플                                                | Maple                                        | 브랜든게이트 / 제인                                                 | ↔        | 본 메트로폴리탄 센터 역                                        | 남쪽 브랜든게이트 / 제인 존 다이스먼 / 티에라 멜빌 / 커닝햄 멜빌 / 메이저 매켄지 멜빌 / 러더퍼드 본밀스 몰 엣질리 / 랭스태프 본 메트로폴리탄 센터 역 북쪽 본 메트로폴리탄 센터 역 엣질리 / 랭스태프 본밀스 몰 멜빌 / 러더퍼드 멜빌 / 메이저 매켄지 크랜스턴파크 / 맥노튼 브랜든게이트 / 제인 | 평일 러시 아워에만 운행                                                                     |
| 28   | 헌팅턴                                                | Huntington                                   | 러더퍼드 / 50번                                                     | ↔        | 스틸즈 / 마틴그로브                                            | 남쪽 러더퍼드 / 50번 헌팅턴 / 랭스태프 27번 / 7번 스틸즈 / 마틴그로브 북쪽 스틸즈 / 마틴그로브 27번 / 7번 젠웨이 / 뉴헌팅턴 코트렐 / 50번 코트렐 / 고어 클라크웨이 / 캐슬오크스 50번 / 러더퍼드 | 평일 러시 아워에만 운행                                                                     |
| 31   | 오로라 노스                                           | Aurora North                                 | 오로라 역                                                           | →        | 오로라 역                                                      | 시계 방향 오로라 역 인더스트리얼 / 영 웰링턴 / 템퍼런스 하이다 / 오로라하이츠 오처드하이츠 / 위스퍼링 세인트존스 / 올드영 인더스트리얼 / 웰링턴 오로라 역 | 평일 러시 아워에만 운행                                                                     |
| 32   | 오로라 사우스                                         | Aurora South                                 | 스톤 / 베이뷰                                                       | ↔        | 매클렐런 / 배서스트                                            | 남쪽 스톤 / 베이뷰 스톤 / 옥토버 웰링턴 / 베이뷰 오로라 역 웰링턴 / 영 웰링턴 / 배서스트 케네디 / 머레이 머레이 / 영 알로라 / 영 헨더슨 / 볼드윈 매클렐런 / 배서스트 북쪽 매클렐런 / 배서스트 배서스트 / 헨더슨 헨더슨 / 영 에드워드 / 영 케네디 / 배서스트 웰링턴 / 배서스트 웰링턴 / 영 오로라 역 베이뷰 / 스톤 | 평일 상시 운행                                                                              |
| 32   | 오로라 사우스                                         | Aurora South                                 | 스톤 / 베이뷰                                                       | ↔        | 세네카 대학 킹 캠퍼스                                          | 남쪽 스톤 / 베이뷰 스톤 / 옥토버 웰링턴 / 베이뷰 오로라 역 웰링턴 / 영 웰링턴 / 배서스트 케네디 / 머레이 머레이 / 영 알로라 / 영 헨더슨 / 볼드윈 매클렐런 / 배서스트 카디널 카터 가톨릭 고등학교 (평일 오후 러시 아워 1회 정차) 세네카 대학 킹 캠퍼스 북쪽 세네카 대학 킹 캠퍼스 15번 / 더퍼린 배서스트 / 블루밍턴 배서스트 / 헨더슨 헨더슨 / 영 에드워드 / 영 케네디 / 배서스트 웰링턴 / 배서스트 웰링턴 / 영 오로라 역 베이뷰 / 스톤 | 평일 러시 아워에만 운행                                                                     |
| 32   | 오로라 사우스                                         | Aurora South                                 | 스톤 / 베이뷰                                                       | →        | 카디널 카터 가톨릭 고등학교                                    | 남쪽 스톤 / 베이뷰 스톤 / 옥토버 웰링턴 / 베이뷰 오로라 역 웰링턴 / 영 웰링턴 / 배서스트 케네디 / 머레이 머레이 / 영 알로라 / 영 헨더슨 / 볼드윈 매클렐런 / 배서스트 카디널 카터 카톨릭 고등학교 (하루 1회 정차) | 평일 아침 러시 아워에 1회 운행.                                                             |
| 33   | 웰링턴                                                | Wellington                                   | 웰링턴 / 머레이                                                     | ↔        | 스테이트팜 (평상시)웰링턴 / 404번 환승 주차장 (러시 아워)      | 동쪽 웰링턴 / 머레이 웰링턴 / 영 웰링턴 / 베이뷰 레슬리 / 웰링턴 스테이트팜 웰링턴 / 404번 환승 주차장 (평일 러시 아워에만 정차) 서쪽 웰링턴 / 404번 환승 주차장 (평일 러시 아워에만 정차) 스테이트팜 웰링턴 / 레슬리 웰링턴 / 베이뷰 웰링턴 / 영 웰링턴 / 머레이 | 월-토 상시 운행                                                                             |
| 33A  | 웰링턴                                                | Wellington                                   | 웰링턴 / 머레이                                                     | ↔        | 세인트존스 / 얼 스튜어트                                       | 동쪽 웰링턴 / 머레이 웰링턴 / 영 오로라 역 (평일 러시 아워에만 정차) 존 웨스트 / 웰링턴 세인트존스 / 얼 스튜어트 서쪽 세인트존스 / 얼 스튜어트 매브리낙 / 웰링턴 오로라 역 (평일 러시 아워에만 정차) 웰링턴 / 영 웰링턴 / 머레이 | 월-토 상시 운행                                                                             |
| 40   | 유니언빌 지선                                         | Unionville Local                             | 로딕 / 우드바인                                                     | ↔        | 마크빌 몰                                                      | 동쪽 로딕 / 우드바인 로딕 / 16번가 존 버튼 / 멜치어 애플크리크 / 타운센터 타운센터 / 7번 워든 / 7번 빌리지 파크웨이 / 뷰캐넌 칼턴 / 케네디 칼턴 / 매코원 매코원 / 7번 마크빌 몰 서쪽 마크빌 몰 칼턴 / 케네디 빌리지 파크웨이 / 뷰캐넌 워든 / 7번 7번 / 타운센터 타운센터 / 애플크리크 로딕 / 16번가 캘버트 / 우드바인 로딕 / 우드바인 | 매일 상시 운행                                                                              |
| 41   | 마컴 지선                                             | Markham Local                                | 마크빌 몰                                                           | ↔        | 핀첨 / 16번가                                                  | 동쪽 마크빌 몰 센테니얼 역 레이머빌 / 스나이더 스톤메이슨 / 16번가 16번가 / 메인 스트리트 마컴 피셤 / 16번가 서쪽 피셤 / 16번가 라킨 / 소이어 우튼 웨이 / 파크 애비뉴 파크웨이 / 메인 스트리트 마컴 레이머빌 / 매코원 매코원 / 7번 마크빌 몰 | 매일 상시 운행                                                                              |
| 42   | 버지                                                  | Berczy                                       | 메이저 매켄지 / 리지크레스트                                        | ↔        | 유니언빌 역                                                    | 남쪽 메이저 매켄지 / 리지크레스트 브라이들 워크 / 버오크 16번가 / 쇼트힐 맨해튼 / 칼턴 칼턴 / 매코원 매코원 / 7번 YMCA / 케네디 유니언빌 역 북쪽 유니언빌 역 YMCA / 케네디 사우스유니언빌 / 매코원 매코원 / 7번 칼턴 / 맨해튼 16번가 / 윌리엄 버지 윌프레드 뮤리슨 / 브라이들 워크 메이저 매켄지 / 리지크레스트 | 평일 러시 아워에만 운행                                                                     |
| 44   | 브리스톨                                              | Bristol                                      | 뉴마켓 버스 터미널                                                  | →        | 뉴마켓 버스 터미널                                             | 시계방향 뉴마켓 버스 터미널 데이비스 / 포트윌슨 우드스프링 / 포트윌슨 우드스프링 / 그린 레인 그린 레인 / 영 브리스톨 / 엘먼 롱포드 / 뉴버리 뉴마켓 버스 터미널 | 월-토 상시 운행                                                                             |
| 45   | 밍게이                                                | Mingay                                       | 메이저 매켄지 / 밍게이                                              | ↔        | 마크빌 몰                                                      | 남쪽 메이저 매켄지 / 밍게이 밍게이 / 16번가 레이머빌 / 매코원 센테니얼 역 매코원 / 7번 마크빌 몰 북쪽 마크빌 몰 7번 / 매코원 센테니얼 역 매코원 / 레이머빌 스톤메이슨 / 16번가 버오크 / 로이 레이니 메이저 매켄지 / 밍게이 | 월-토 상시 운행                                                                             |
| 50   | 퀸스웨이                                              | Queensway                                    | 하이 / 버크페퍼로 소방서 (하루 1회 운행)                            | ↔        | 뉴마켓 버스 터미널                                             | 남쪽 페퍼로 소방서 (하루 1회 정차) 48번 / 웨이어스 (하루 1회 정차) 48번 / 파크 (하루 1회 정차) 하이 / 버크 하이 / 돌턴 돌턴 / 블랙리버 메트로 / 케네디 메트로 / 우드바인 메트로 / 올드홈스테드 퀸스웨이 / 메트로 케스윅 시장 퀸스웨이 / 레이븐슈 레슬리 / 퀸스빌 레슬리 / 마운트앨버트 레슬리 / 그린 레인 레슬리 / 데이비스 뉴마켓 역 뉴마켓 버스 터미널 북쪽 뉴마켓 버스 터미널 뉴마켓 역 레슬리 / 데이비스 레슬리 / 그린 레인 레슬리 / 마운트앨버트 레슬리 / 발모럴 퀸스웨이 / 레이븐슈 케스윅 시장 퀸스웨이 / 몰튼 메트로 / 올드홈스테드 메트로 / 우드바인 메트로 / 케네디 메트로 / 돌턴 하이 / 돌턴 하이 / 버크 48번 / 파크 (하루 1회 정차) 48번 / 웨이어스 (하루 1회 정차) 48번 / 레이크리지 (하루 1회 정차) 페퍼로 소방서 (하루 1회 정차)                     | 매일 상시 운행                                                                              |
| 51   | 케스윅 지선                                           | Keswick Local                                | 메트로 / 펀크로프트                                                 | ↔        | 레이븐슈 / 레이크                                              | 남쪽 메트로 / 펀크로프트 퀸스웨이 / 심코 케스윅 가든스 (월-토 주간에 정차) GEM 센터 (월-토 저녁 시간대에 정차) 우드바인 / 웩스퍼드 요크우드빌리지 센터 케스윅 고등학교 글렌우즈 플라자 케스윅 시장 우드바인 / 404번 환승 주차장 (평일 러시 아워에만 정차) 레이븐슈 / 레이크 북쪽 레이븐슈 / 레이크 손로지 / 크리튼든 우드바인 / 404번 환승 주차장 (평일 러시 아워에만 정차) 케스윅 시장 글렌우즈 플라자 케스윅 고등학교 요크우드빌리지 센터 우드바인 / 웩스퍼드 GEM 센터 (월-토 저녁 시간대에 정차) 메트로 / 심코 메트로 / 펀크로프트 | 월-토 상시 운행                                                                             |
| 52   | 홀랜드랜딩                                            | Holland Landing                              | 영 / 퀸스빌                                                         | ↔        | 뉴마켓 버스 터미널                                             | 남쪽 영 / 퀸스빌 영 / 마운트알버트 그리스트밀 플라자 (월-토 아침과 점심 시간대에 정차) 그리스트밀 / 마운트알버트 (평일 아침 러시 아워에 정차) 영 / 마운트알버트 (월-토 아침과 점심 시간대에 정차) 이스트귈림버리 역 (평일 아침 러시 아워에 정차) 영 / 그린 레인 어퍼캐나다 몰 (월-토 이른 아침을 제외하고 상시 정차) 뉴마켓 버스 터미널 북쪽 뉴마켓 버스 터미널 어퍼캐나다 몰 (월-토 이른 아침을 제외하고 상시 정차) 영 / 그린 레인 이스트귈림버리 역 (평일 오후 러시 아워에 정차) 영 / 마운트알버트 로드 (월-토 아침과 점심 시간대에 정차) 그리스트밀 플라자 (월-토 오후와 저녁 시간대에 정차) 영 / 마운트알버트 (월-토 오후와 저녁 시간대에 정차) 영 / 퀸스빌 | 월-토 상시 운행                                                                             |
| 54   | 베이뷰                                                | Bayview                                      | 이스트귈림버리 역                                                   | ↔        | 빅토리아 / 웰링턴                                              | 남쪽 이스트귈림버리 역 뉴마켓 역 베이뷰 / 멀록 베이뷰 / 세인트존스 베이뷰 / 웰링턴 오로라 역 빅토리아 / 웰링턴 북쪽 웰링턴 / 빅토리아 오로라 역 베이뷰 / 세인트존스 베이뷰 / 멀록 뉴마켓 역 이스트귈림버리 역 | 월-토 상시 운행                                                                             |
| 55   | 데이비스 드라이브                                     | Davis Drive                                  | 뉴마켓 버스 터미널                                                  | ↔        | 404 타운 센터                                                  | 동쪽 뉴마켓 버스 터미널 뉴마켓 역 데이비스 / 휴론하이츠 404 타운 센터 서쪽 404 타운 센터 데이비스 / 알렉산더 뉴마켓 역 어퍼캐나다 몰 (평일 주간에 정차) 뉴마켓 버스 터미널 | 평일 러시 아워를 제외하고 매일 상시 운행                                                    |
| 55B  | 데이비스 드라이브                                     | Davis Drive                                  | 뉴마켓 버스 터미널                                                  | ↔        | 데이비스 / 404번 환승 주차장                                   | 동쪽 뉴마켓 버스 터미널 뉴마켓 역 데이비스 / 휴론하이츠 레슬리 / 레슬리밸리 데이비스 / 404번 환승 주차장 서쪽 데이비스 / 404번 환승 주차장 404 타운 센터 데이비스 / 알렉산더 뉴마켓 역 뉴마켓 버스 터미널 | 평일 러시 아워에만 운행                                                                     |
| 56   | 고럼-이글                                             | Gorham-Eagle                                 | 뉴마켓 버스 터미널                                                  | ↔        | 404 타운 센터                                                  | 동쪽 뉴마켓 버스 터미널 어퍼캐나다 몰 (매일 주간 정차) 이글 / 영 워터 / 메인 세이크리드하트 가톨릭 고등학교 (평일 아침 1회 정차) 고럼 / 레슬리 고럼 / 해리 워커 404 타운 센터 서쪽 404 타운 센터 레슬리 / 링웰 404 타운 센터 고럼 / 해리 워커 세이크리드하트 가톨릭 고등학교 (평일 오후 1회 정차) 워터 / 메인 이글 / 영 뉴마켓 버스 터미널 | 매일 상시 운행                                                                              |
| 57   | 멀록                                                  | Mulock                                       | 뉴마켓 버스 터미널                                                  | ↔        | 404 타운 센터                                                  | 동쪽 뉴마켓 버스 터미널 알렉스 도너 / 사이크스 더블트리 / 오스틴 폴 윌리엄 멀록 고등학교 (평일 오후 러시 아워에 1회 정차) 멀록 / 영 베이뷰 / 스톤헤븐 레슬리 / 멀록 404 타운 센터 서쪽 404 타운 센터 레슬리 / 멀록 베이뷰 / 스톤헤이븐 멀록 / 영 윌리엄 멀록 고등학교 (평일 아침 러시 아워에 1회 정차) 더블트리 / 오스틴 폴 알렉스 도너 / 사이크스 뉴마켓 버스 터미널 | 평일 러시 아워에만 운행                                                                     |
| 57A  | 멀록                                                  | Mulock                                       | 뉴마켓 버스 터미널                                                  | ↔        | 404 타운 센터                                                  | 동쪽 뉴마켓 버스 터미널 알렉스 도너 / 사이크스 더블트리 / 오스틴 폴 멀록 / 영 윌리엄 멀록 고등학교 (평일 아침 러시 아워에 1회, 오후 러시 아워에 1회 정차) 레슬리 / 멀록 404 타운 센터 서쪽 404 타운 센터 레슬리 / 멀록 멀록 / 영 윌리엄 멀록 고등학교 (평일 아침 러시 아워에 1회, 오후 러시 아워에 1회 정차) 더블트리 / 오스틴 폴 알렉스 도너 / 사이크스 뉴마켓 버스 터미널 | 매일 상시 운행                                                                              |
| 58   | 마운트알버트                                          | Mount Albert                                 | 센터 / 킹                                                           | ↔        | 404 타운 센터                                                  | 남쪽 센터 / 킹 마운트알버트 / 48번 마운트알버트 푸드랜드 (평일 주간 정차) 샤론 아레나 레슬리 / 마운트알버트 머렐 / 마운트알버트 (평일 러시 아워에만 정차) 레슬리 / 그린 레인 (평일 점심 시간대 정차) 이스트귈림버리 역 (평일 아침 러시 아워에만 정차) 404 타운 센터 북쪽 404 타운 센터 레슬리 / 그린 레인 이스트귈림버리 역 (평일 오후 러시 아워에만 정차) 머렐 / 마운트알버트 (평일 러시 아워에만 정차) 레슬리 / 마운트알버트 (평일 점심 시간대 정차) 샤론 아레나 마운트알버트 푸드랜드 (평일 주간 정차) 킹 / 마운트알버트 센터 / 킹 | 평일 상시 운행                                                                              |
| 68A  | 워든                                                  | Warden                                       | 앵거스글렌 커뮤니티 센터                                            | ↔        | 워든 역                                                        | 남쪽 앵거스글렌 커뮤니티 센터 워든 / 메이저 매켄지 워든 / 16번가 워든 / 7번 워든 / 앨든 워든 / 데니슨 워든 / 스틸즈 워든 / 맥니콜 워든 / 핀치 워든 / 헌팅우드 워든 / 셰퍼드 워든 / 엘즈미어 워든 / 에글린턴 워든 역 북쪽 워든 역 워든 / 에글린턴 워든 / 로렌스 워든 / 엘즈미어 워든 / 셰퍼드 워든 / 헌팅우드 워든 / 핀치 워든 / 맥니콜 워든 / 스틸즈 워든 / 데니슨 워든 / 14번 워든 / 7번 워든 / 글렌코브 워든 / 16번 워든 / 메이저 매켄지 앵거스글렌 커뮤니티 센터 | 매일 오후 9시 45분까지 운행. TTC에서 위탁 운행하며 스틸즈 남쪽 구간 TTC 요금 부과.          |
| 77   | 7번 고속도로                                          | Highway 7                                    | 본밸리 / 7번                                                        | ↔        | 핀치 역                                                        | 동쪽 본밸리 / 7번 7번 / 27번 7번 / 마틴그로브 7번 / 키플링 7번 / 이즐링턴 7번 / 파인밸리 7번 / 웨스턴 7번 / 제인 7번 / 킬 센터 / 더퍼린 프로미너드 터미널 클라크 / 배서스트 센터 / 영 영 / 클라크 영 / 스틸즈 핀치 역 서쪽 핀치 역 영 / 스틸즈 영 / 클라크 센터 / 영 클라크 / 배서스트 프로미너드 터미널 센터 / 더퍼린 7번 / 킬 7번 / 제인 7번 / 웨스턴 7번 / 파인밸리 7번 / 이즐링턴 7번 / 키플링 7번 / 마틴그로브 7번 / 27번 퀸 / 50번 고어 / 7번 포걸 / 50번 본밸리 / 7번 | 월-토 상시 운행                                                                             |
| 77   | 7번 고속도로                                          | Highway 7                                    | 본밸리 / 7번                                                        | ↔        | 핀치 역                                                        | 동쪽 본밸리 / 7번 7번 / 27번 7번 / 마틴그로브 7번 / 키플링 7번 / 이즐링턴 7번 / 파인밸리 7번 / 웨스턴 7번 / 제인 7번 / 킬 센터 / 더퍼린 프로미너드 터미널 클라크 / 배서스트 클라크 / 영 영 / 스틸즈 핀치 역 북쪽 핀치 역 영 / 스틸즈 클라크 / 영 클라크 / 배서스트 프로미너드 터미널 센터 / 더퍼린 7번 / 킬 7번 / 제인 7번 / 웨스턴 7번 / 파인밸리 7번 / 이즐링턴 7번 / 키플링 7번 / 마틴그로브 7번 / 27번 퀸 / 50번 고어 / 7번 포걸 / 50번 본밸리 / 7번 | 일요일 상시 운행                                                                            |
| 77A  | 7번 고속도로                                          | Highway 7                                    | 본밸리 / 7번                                                        | ↔        | 핀치 역                                                        | 동쪽 본밸리 / 7번 7번 / 27번 7번 / 마틴그로브 7번 / 키플링 7번 / 이즐링턴 7번 / 파인밸리 7번 / 웨스턴 인터체인지 웨이 / 제인 영 / 센터 영 / 클라크 영 / 스틸즈 핀치 역 서쪽 핀치 역 영 / 스틸즈 영 / 클라크 영 / 센터 인터체인지 웨이 / 제인 7번 / 웨스턴 7번 / 파인밸리 7번 / 이즐링턴 7번 / 키플링 7번 / 마틴그로브 7번 / 27번 퀸 / 50번 고어 / 7번 포걸 / 50번 본밸리 / 7번 | 평일 러시 아워에만 운행                                                                     |
| 80   | 엘긴밀스                                              | Elgin Mills                                  | 엘긴웨스트 커뮤니티 센터                                            | ↔        | 우드바인 / 베티 로먼                                           | 동쪽 엘긴웨스트 커뮤니티 센터 엘긴밀스 / 배서스트 엘긴밀스 / 영 엘긴밀스 / 베이뷰 엘긴밀스 / 레슬리 엘긴밀스 / 우드바인 베티로먼 / 우드바인 서쪽 베티로먼 / 우드바인 엘긴밀스 / 레슬리 엘긴밀스 / 베이뷰 엘긴밀스 / 영 엘긴밀스 / 배서스트 엘긴웨스트 커뮤니티 센터 | 매일 상시 운행                                                                              |
| 81   | 인스퍼레이션                                          | Inspiration                                  | 버나드 터미널                                                       | →        | 버나드 터미널                                                  | 평일 아침 러시 아워 버나드 터미널 영 / 19번 제퍼슨 / 영 제퍼슨 / 배서스트 셀윈 / 갬블 롤링힐 / 타워힐 영 / 갬블 리치먼드힐 고등학교 (1회 정차) 버나드 터미널 평일 오후 러시 아워 버나드 터미널 리치먼드힐 고등학교 (1회 정차) 영 / 19번 타워힐 / 롤링힐 갬블 / 셀윈 배서스트 / 제퍼슨 제퍼슨 / 영 영 / 갬블 버나드 터미널 | 평일 러시 아워에만 운행                                                                     |
| 82   | 밸리미드                                              | Valleymede                                   | 엘긴밀스 / 레드스톤                                                 | ↔        | 레슬리 / 커머스밸리                                            | 남쪽 엘긴밀스 / 레드스톤 레드스톤 / 셜리 팜스테드 / 프랭크 엔딘 리치먼드힐 역 (아침에 4회, 오후에 3회 정차) 월마트 플라자 스파다이나 / 16번가 밸리미드 / 7번 커머스밸리 / 레슬리 북쪽 커머스밸리 / 레슬리 타임스 / 7번 밸리미드 / 16번 월마트 플라자 리치먼드힐 역 (아침에 3회, 오후에 1회 정차) 팜스테드 / 셜리 셜리 / 엘긴밀스 리치먼드그린 고등학교 (아침에 1회, 오후에 1회 정차) 엘긴밀스 / 레드스톤 | 평일 러시 아워에만 운행                                                                     |
| 82   | 밸리미드                                              | Valleymede                                   | 엘긴밀스 / 레드스톤                                                 | → AM← PM | 세인트로버트 가톨릭 고등학교                                   | 남쪽 엘긴밀스 / 레드스톤 레드스톤 / 셜리 팜스테드 / 프랭크 엔딘 리치먼드힐 역 월마트 플라자 스파다이나 / 16번가 밸리미드 / 7번 세인트로버트 가톨릭 고등학교 북쪽 세인트로버트 가톨릭 고등학교 커머스밸리 / 레슬리 타임스 / 7번 밸리미드 / 16번 월마트 플라자 리치먼드힐 역 팜스테드 / 셜리 셜리 / 엘긴밀스 엘긴밀스 / 레드스톤 | 세인트로버트 방면 평일 아침에 1회, 엘긴밀스 방면 평일 오후에 1회 운행                       |
| 83   | 트렌치                                                | Trench                                       | 버나드 터미널 (평상시)리치먼드힐 고등학교 (평일 아침 1회, 오후 1회) | ↔        | 리치먼드힐 센터 터미널                                         | 남쪽 리치먼드힐 고등학교 (평일 아침 1회, 오후 1회 정차) 버나드 터미널 쉐프츠버리 / 배서스트 (평일 오후에 2회 정차) 쉐프츠버리 / 엘긴밀스 트렌치 / 메이저 매켄지 애비뉴 로드 / 카빌 리치먼드힐 센터 터미널 북쪽 리치먼드힐 센터 터미널 애비뉴 로드 / 카빌 하딩 / 메이저 매켄지 리전트 / 엘긴밀스 배서스트 / 쉐프츠버리 (평일 아침에 2회 정차) 버나드 터미널 리치먼드힐 고등학교 (평일 아침 1회, 오후 1회 정차) | 평일 상시 운행                                                                              |
| 83A  | 트렌치                                                | Trench                                       | 리치먼드힐 그린 고등학교                                            | ↔        | 힐크레스트 몰                                                  | 남쪽 리치먼드힐 그린 고등학교 레드스톤 / 엘긴밀스 레드스톤 / 베이뷰 크로스비 / 영 트렌치 / 메이저 매켄지 힐크레스트 몰 북쪽 힐크레스트 몰 하딩 / 메이저 매켄지 크로스비 / 영 크로스비 / 베이뷰 레드스톤 / 엘긴밀스 리치먼드힐 그린 고등학교 | 평일 러시 아워에만 운행                                                                     |
| 84   | 오크리지스                                            | Oak Ridges                                   | 킹 / 영                                                             | →        | 킹 / 영                                                        | 시계방향 킹 / 영 험버랜드 / 배서스트 배서스트 /.블루밍턴 블루밍턴 / 영 워싱턴 / 우드림 노스레이크 / 올드베이뷰 베이뷰 / 베이뷰파크 킹 / 영 | 평일 러시 아워에만 운행                                                                     |
| 85   | 러더퍼드                                              | Rutherford                                   | 러더퍼드 / 나파밸리                                                 | ↔        | 올랜도 / 브로디                                                | 동쪽 러더퍼드 / 나파밸리 나파밸리 / 이즐링턴 이즐링턴 / 러더퍼드 러더퍼드 / 파인밸리 러더퍼드 / 웨스턴 본밀스 몰 러더퍼드 / 제인 러더퍼드 / 킬 러더퍼드 역 러더퍼드 / 더퍼린 러더퍼드 / 배서스트 카빌 / 영 16번 / 베이뷰 16번 / 레슬리 올랜도 / 브로디 서쪽 올랜도 / 브로디 레슬리 / 16번 16번 / 베이뷰 16번 / 영 카빌 / 배서스트 러더퍼드 / 더퍼린 러더퍼드 역 러더퍼드 / 킬 러더퍼드 / 제인 본밀스 몰 러더퍼드 / 웨스턴 러더퍼드 / 파인밸리 러더퍼드 / 나파밸리 | 매일 상시 운행                                                                              |
| 85C  | 러더퍼드                                              | Rutherford                                   | 본밀스 몰                                                           | ↔        | 올랜도 / 브로디                                                | 동쪽 본밀스 몰 러더퍼드 / 제인 러더퍼드 / 킬 러더퍼드 역 러더퍼드 / 더퍼린 러더퍼드 / 배서스트 카빌 / 영 16번 / 베이뷰 16번 / 레슬리 올랜도 / 브로디 서쪽 올랜도 / 브로디 레슬리 / 16번 16번 / 베이뷰 16번 / 영 카빌 / 배서스트 러더퍼드 / 더퍼린 러더퍼드 역 러더퍼드 / 킬 러더퍼드 / 제인 본밀스 몰 | 평일 오후 7시 30분까지 운행                                                                 |
| 86   | 뉴커크 - 레드메이플                                   | Newkirk - Red Maple                          | 쉐도우폴스 / 울프트레일                                             | ↔        | 리치먼드힐 센터 터미널                                         | 남쪽 쉐도우폴스 / 울프트레일 데본슬리 / 폴링리버 버나드 터미널 엘긴밀스 / 뉴커크 크로스비 / 베이뷰 (평일 아침 1회, 오후 1회 정차) 리치먼드힐 역 (평일 러시 아워에만 정차) 힐크레스트 몰 리치먼드힐 센터 터미널 북쪽 리치먼드힐 센터 터미널 힐크레스트 몰 리치먼드힐 역 (평일 러시 아워에만 정차) 크로스비 / 베이뷰 (평일 아침 1회, 오후 1회 정차) 뉴커크 / 엘긴밀스 버나드 터미널 데본슬리 / 19번 쉐도우폴스 / 울프트레일 | 월-토 상시 운행                                                                             |
| 87   | 어텀힐                                                | Autumn Hill                                  | 본밀스 몰                                                           | ↔        | 리치먼드힐 센터 터미널                                         | 동쪽 본밀스 몰 러더퍼드 / 킬 러더퍼드 역 텐오크스 / 더퍼린 배서스트 / 서머리지 리치먼드힐 센터 터미널 서쪽 리치먼드힐 센터 터미널 배서스트 / 서머리지 어텀힐 / 더퍼린 러더퍼드 역 러더퍼드 / 킬 본밀스 몰 | 평일 러시 아워에만 운행                                                                     |
| 88   | 배서스트                                              | Bathurst                                     | 세네카 대학 킹 캠퍼스                                               | ↔        | 핀치 역                                                        | 남쪽 세네카 대학 킹 캠퍼스 15번 / 배서스트 배서스트 / 킹 배서스트 / 제퍼슨 배서스트 / 갬블 배서스트 / 테스턴 배서스트 / 메이저 매켄지 배서스트 / 러더퍼드 프로미너드 터미널 스틸즈 / 배서스트 영 / 스틸즈 핀치 역 북쪽 핀치 역 영 / 스틸즈 배서스트 / 스틸즈 프로미너드 터미널 배서스트 / 러더퍼드 배서스트 / 메이저 매켄지 배서스트 / 엘긴밀스 배서스트 / 갬블 배서스트 / 제퍼슨 배서스트 / 킹 배서스트 / 블루밍턴 세네카 대학 킹 캠퍼스 | 매일 상시 운행                                                                              |
| 90   | 레슬리                                                | Leslie                                       | 리치먼드 그린 고등학교                                              | ↔        | 돈밀스 역                                                      | 남쪽 리치먼드 그린 고등학교 레슬리 / 엘긴밀스 레슬리 / 메이저 매켄지 레슬리 / 16번가 레슬리 / 7번 레슬리 / 존 레슬리 / 스틸즈 (하차 전용) 돈밀스 / 맥니콜 (하차 전용) 돈밀스 / 핀치 (하차 전용) 돈밀스 / 밴혼 (하차 전용) 돈밀스 역 북쪽 돈밀스 역 돈밀스 / 밴혼 (승차 전용) 돈밀스 / 핀치 (승차 전용) 돈밀스 / 맥니콜 (승차 전용) 돈밀스 / 스틸즈 (승차 전용) 돈밀스 / 존 레슬리 / 7번 레슬리 / 16번가 레슬리 / 메이저 매켄지 레슬리 / 엘긴밀스 리치먼드 그린 고등학교 | 매일 상시 운행                                                                              |
| 90B  | 레슬리                                                | Leslie                                       | 브로디 / 올랜도                                                     | ↔        | 돈밀스 역                                                      | 남쪽 브로디 / 올랜도 레슬리 / 16번가 웨스트 비버크리크 / 웨스트 윌못 7번 / 레슬리 레슬리 / 존 레슬리 / 스틸즈 (하차 전용) 돈밀스 / 맥니콜 (하차 전용) 돈밀스 / 핀치 (하차 전용) 돈밀스 / 밴혼 (하차 전용) 돈밀스 역 북쪽 돈밀스 역 돈밀스 / 밴혼 (승차 전용) 돈밀스 / 핀치 (승차 전용) 돈밀스 / 맥니콜 (승차 전용) 돈밀스 / 스틸즈 (승차 전용) 돈밀스 / 존 이스트 비버크리크 / 7번 이스트 비버크리크 / 펄튼 뮤럴 / 리크 브로디 / 올랜도 | 평일 러시 아워에만 운행                                                                     |
| 91   | 베이뷰                                                | Bayview                                      | 베이뷰 플라자                                                       | ↔        | 핀치 역                                                        | 남쪽 베이뷰 플라자 베이뷰 / 메이저 매켄지 베이뷰 / 16번가 베이뷰 / 7번 베이뷰 / 존 베이뷰 / 스틸즈 핀치 역 북쪽 핀치 역 영 / 스틸즈 베이뷰 / 스틸즈 베이뷰 / 존 베이뷰 / 7번 베이뷰 / 16번가 베이뷰 / 메이저 매켄지 테일러밀스 / 퍼킨스 베이뷰 플라자 | 매일 상시 운행                                                                              |
| 91A  | 베이뷰                                                | Bayview                                      | 섭리스코 / 베이뷰                                                   | ↔        | 핀치 역                                                        | 남쪽 섭리스코 / 베이뷰 베이뷰 / 엘긴밀스 베이뷰 / 메이저 매켄지 베이뷰 / 16번가 베이뷰 / 7번 베이뷰 / 존 베이뷰 / 스틸즈 핀치 역 북쪽 핀치 역 영 / 스틸즈 베이뷰 / 스틸즈 베이뷰 / 존 베이뷰 / 7번 베이뷰 / 16번가 베이뷰 / 메이저 매켄지 베이뷰 / 엘긴밀스 우드리버 / 빌버마 섭리스코 / 베이뷰 | 월-토 상시 운행                                                                             |
| 91B  | 베이뷰                                                | Bayview                                      | 영 / 킹                                                             | ↔        | 리치먼드힐 센터 터미널                                         | 남쪽 영 / 킹 베이뷰 / 스토우빌 베이뷰 / 19번가 베이뷰 / 엘긴밀스 메이뷰 / 메이저 매켄지 베이뷰 / 16번가 리치먼드힐 센터 터미널 북쪽 리치먼드힐 센터 터미널 베이뷰 / 16번가 베이뷰 / 메이저 매켄지 베이뷰 / 엘긴밀스 베이뷰 / 19번가 베이뷰 / 스토우빌 영 / 킹 | 평일 러시 아워에만 운행                                                                     |
| 91E  | 베이뷰                                                | Bayview                                      | 우드리버 / 로즈트리                                                 | →        | 핀치 역                                                        | 남쪽 우드리버 / 로즈트리 베이뷰 / 엘긴밀스 베이뷰 / 메이저 매켄지 베이뷰 / 16번가 핀치 역 | 평일 아침 러시 아워에만 운행                                                                |
| 96   | 킬 - 영                                               | Keele - Yonge                                | 뉴마켓 버스 터미널                                                  | ↔        | 파이어니어 빌리지 역                                           | 남쪽 뉴마켓 버스 터미널 이글 / 영 영 / 멀록 영 / 세인트존스 영 / 웰링턴 영 / 헨더슨 영 / 블루밍턴 영 / 킹 킹 / 배서스트 킹 / 더퍼린 킹시티 역 커비 / 래빈뷰 (러시 아워에만 정차) 킬 / 테스턴 킬 / 메이저 매켄지 킬 / 러더퍼드 킬 / 랭스태프 킬 / 7번 킬 / 스틸즈 파이어니어 빌리지 역 북쪽 파이어니어 빌리지 역 킬 / 7번 킬 / 랭스태프 킬 / 러더퍼드 킬 / 메이저 매켄지 킬 / 테스턴 래빈뷰 / 커비 (러시 아워에만 정차) 킹시티 역 킹 / 더퍼린 킹 / 배서스트 영 / 킹 영 / 블루밍턴 영 / 인더스트리얼 영 / 웰링턴 영 / 멀록 이글 / 영 뉴마켓 버스 터미널 | 평일 상시 운행                                                                              |
| 98   | 영                                                    | Yonge                                        | 영 / 그린 레인                                                      | ↔        | 버나드 터미널                                                  | 남쪽 영 / 그린 레인 뉴마켓 버스 터미널 영 / 멀록 영 / 세인트존스 영 / 웰링턴 영 / 헨더슨 영 / 블루밍턴 영 / 킹 영 / 제퍼슨 영 / 갬블 버나드 터미널 북쪽 버나드 터미널 영 / 19번가 영 / 스토우빌 영 / 킹 영 / 블루밍턴 영 / 인더스트리얼 영 / 웰링턴 영 / 세인트존스 영 / 멀록 뉴마켓 버스 터미널 영 / 그린 레인 | 매일 상시 운행.                                                                             |
| 98E  | 영                                                    | Yonge                                        | 뉴마켓 버스 터미널                                                  | ←        | 핀치 역                                                        | 북쪽 핀치 역 버나드 터미널 영 / 19번가 영 / 스토우빌 영 / 킹 영 / 블루밍턴 영 / 인더스트리얼 영 / 웰링턴 영 / 세인트존스 영 / 멀록 뉴마켓 버스 터미널 | 평일 러시 아워에만 운행                                                                     |
| 99   | 영                                                    | Yonge                                        | 버나드 터미널                                                       | ↔        | 핀치 역                                                        | 남쪽 버나드 터미널 영 / 엘긴밀스 영 / 메이저 매켄지 영 / 카빌 리치먼드힐 센터 터미널 영 / 센터 영 / 스틸즈 핀치 역 북쪽 핀치 역 영 / 스틸즈 영 / 존 리치먼드힐 센터 터미널 영 / 16번가 영 / 메이저 매켄지 영 / 엘긴밀스 버나드 터미널 | 매일 상시 운행                                                                              |
| 102D | 마컴 로드                                             | Markham Rd                                   | 메이저 매켄지 / 마컴 로드                                           | ↔        | 워든 역                                                        | 남쪽 메이저 매켄지 / 마컴 로드 마운트조이 역 마컴 로드 / 16번가 메인 스트리트 마컴 / 7번 마컴 로드 / 14번 마컴 로드 / 스틸즈 마컴 로드 / 맥니콜 마컴 로드 / 핀치 마컴 로드 / 너겟 마컴 로드 / 셰퍼드 마컴 로드 / 밀너 마컴 로드 / 프로그레스 마컴 로드 / 엘즈미어 마컴 로드 / 로렌스 마컴 로드 / 킹스턴 로드 세인트클레어 / 킹스턴 로드 스카버러 역 세인트클레어 / 케네디 워든 역 북쪽 워든 역 세인트클레어 / 케네디 스카버러 역 세인트클레어 / 킹스턴 로드 마컴 로드 / 킹스턴 로드 마컴 로드 / 로렌스 마컴 로드 / 엘즈미어 마컴 로드 / 프로그레스 마컴 로드 / 밀너 마컴 로드 / 셰퍼드 마컴 로드 / 너겟 마컴 로드 / 핀치 마컴 로드 / 맥니콜 마컴 로드 / 스틸즈 마컴 로드 / 14번 메인 스트리트 마컴 / 7번 마컴 로드 / 16번가 마운트조이 역 메이저 매켄지 / 마컴 로드 | 매일 상시 운행. 토론토 교통국이 위탁 운영하며 스틸즈 남쪽으로는 TTC 요금 부과.              |
| 105  | 더퍼린                                                | Dufferin                                     | 더퍼린 / 메이저 매켄지                                              | ↔        | 셰퍼드웨스트 역                                                | 남쪽 더퍼린 / 프리덤 더퍼린 / 러더퍼드 더퍼린 / 랭스태프 더퍼린 / 센터 더퍼린 / 스틸즈 (하차 전용) 더퍼린 / 핀치 (하차 전용) 셰퍼드웨스트 역 북쪽 셰퍼드웨스트 역 더퍼린 / 핀치 (승차 전용) 더퍼린 / 스틸즈 (승차 전용) 더퍼린 / 센터 더퍼린 / 랭스태프 컨페더레이션 / 러더퍼드 피터 루퍼트 / 메이저 매켄지 더퍼린 / 프리덤 | 평일 오후 9시 30분까지 운행                                                                 |
| 105  | 더퍼린                                                | Dufferin                                     | 더퍼린 / 러더퍼드                                                   | ↔        | 셰퍼드웨스트 역                                                | 남쪽 컨페더레이션 / 더퍼린 컨페더레이션 / 러더퍼드 러더퍼드 / 더퍼린 더퍼린 / 랭스태프 더퍼린 / 센터 더퍼린 / 스틸즈 (하차 전용) 더퍼린 / 핀치 (하차 전용) 셰퍼드웨스트 역 북쪽 셰퍼드웨스트 역 더퍼린 / 핀치 (승차 전용) 더퍼린 / 스틸즈 (승차 전용) 더퍼린 / 센터 더퍼린 / 랭스태프 컨페더레이션 / 더퍼린 | 평일 늦은 저녁과 토/일/공휴일 상시 운행                                                     |
| 107  | 킬                                                    | Keele                                        | 테스턴 / 크랜스턴파크                                               | ↔        | 파이어니어 빌리지 역                                           | 남쪽 크랜스턴파크 / 테스턴 킬 / 메이저 매켄지 킬 / 러더퍼드 킬 / 랭스태프 킬 / 7번 킬 / 스틸즈 파이어니어 빌리지 역 북쪽 파이어니어 빌리지 역 킬 / 7번 킬 / 랭스태프 킬 / 러더퍼드 킬 / 메이저 매켄지 크랜스턴파크 / 테스턴 | 매일 상시 운행                                                                              |
| 107B | 킬                                                    | Keele                                        | 러더퍼드 역                                                         | ↔        | 파이어니어 빌리지 역                                           | 남쪽 러더퍼드 역 플랜칫 / 러더퍼드 노스리버미드 / 리버미드 킬 / 7번 킬 / 스틸즈 파이어니어 빌리지 역 북쪽 파이어니어 빌리지 역 킬 / 7번 노스리버미드 / 리버미드 랭스태프 / 플랜칫 러더퍼드 역 | 평일 러시 아워, 점심 시간대에 운행                                                          |
| 129A | 매코원 노스                                           | McCowan North                                | 메이저 매켄지 / 리지크레스트                                        | ↔        | 스카버러 센터 역                                               | 남쪽 메이저 매켄지 / 리지크레스트 매코원 / 16번가 매코원 / 7번 매코원 / 14번가 매코원 / 스틸즈 매코원 / 맥니콜 매코원 / 핀치 매코원 / 헌팅우드 매코원 / 너겟 매코원 / 셰퍼드 매코원 / 밀너 매코원 역 스카버러 센터 역 북쪽 스카버러 센터 역 매코원 역 매코원 / 밀너 매코원 / 셰퍼드 매코원 / 너겟 매코원 / 헌팅우드 매코원 / 핀치 매코원 / 맥니콜 매코원 / 스틸즈 매코원 / 14번가 매코원 / 7번 매코원 / 16번가 메이저 매켄지 / 리지크레스트 | 매일 상시 운행. 토론토 교통국이 위탁 운행하며 스틸즈 남쪽으로 TTC 요금 부과.                |
| 160  | 배서스트 노스                                         | Bathurst North                               | 프로미너드 터미널                                                   | ↔        | 윌슨 역                                                        | 남쪽 배서스트 / 클라크 배서스트 / 스틸즈 배서스트 / 핀치 배서스트 / 셰퍼드 윌슨 / 배서스트 윌슨 역 북쪽 윌슨 역 배서스트 / 사우스본 배서스트 / 셰퍼드 배서스트 / 핀치 배서스트 / 스틸즈 프로미너드 터미널 뉴웨스트민스터 / 센터 뉴웨스트민스터 / 배서스트 앳킨슨 / 센터 배서스트 / 클라크 | 평일 오후 9시 30분까지, 토/일/공휴일 주간 운행                                              |
| 165  | 웨스턴                                                | Weston                                       | 메이저 매켄지 / 400번 환승 주차장                                   | ↔        | 파이어니어 빌리지 역                                           | 남쪽 메이저 매켄지 / 400번 웨스턴 / 메이저 매켄지 웨스턴 / 러더퍼드 웨스턴 / 랭스태프 웨스턴 / 7번 올드웨스턴 / 스틸즈 스틸즈 / 제인 파이어니어 빌리지 역 북쪽 파이어니어 빌리지 역 스틸즈 / 제인 스틸즈 / 올드웨스턴 웨스턴 / 7번 웨스턴 / 랭스태프 웨스턴 / 러더퍼드 웨스턴 / 메이저 매켄지 메이저 매켄지 / 400번 | 매일 상시 운행                                                                              |
| 165F | 웨스턴                                                | Weston                                       | 웨스턴 / 캐나다 드라이브                                            | ↔        | 파이어니어 빌리지 역                                           | 남쪽 애쉬베리 / 웨스턴 웨스턴 / 러더퍼드 웨스턴 / 랭스태프 웨스턴 / 7번 올드웨스턴 / 스틸즈 스틸즈 / 제인 파이어니어 빌리지 역 북쪽 파이어니어 빌리지 역 스틸즈 / 제인 스틸즈 / 올드웨스턴 웨스턴 / 7번 웨스턴 / 랭스태프 웨스턴 / 러더퍼드 웨스턴 / 메이저 매켄지 웨스턴 / 캐나다 드라이브 캐나다 드라이브 / 시티뷰 시티뷰 / 메이저 매켄지 애쉬베리 / 웨스턴 | 평일 러시 아워에만 운행                                                                     |
| 201  | 마컴 GO 셔틀                                          | Markham GO Shuttle                           | 마컴 역                                                             | → PM← AM | 마컴 로드 / 16번가                                             | 동쪽 마컴 역 파크웨이 / 우튼 우튼 / 해밀턴홀 마컴 스토우빌 병원 버오크 / 코넬심 화이츠홀 / 9번 16번 / 마컴 로드 서쪽 16번 / 메인 스트리트 마컴 화이츠홀 / 패스코 버오크 / 코넬심 마컴 스토우빌 병원 7번 / 우튼 우튼 / 파크웨이 마컴 역 | 마컴 역 방면 평일 아침, 16번가 방면 평일 오후 러시 아워에 운행                              |
| 202  | 유니언빌 GO 셔틀                                      | Unionville GO Shuttle                        | 우드바인 / 로딕                                                     | → AM← PM | 유니언빌 역                                                    | 동쪽 우드바인 / 로딕 로딕 / 16번 애플크리크 / 워든 칼턴 / 빌리지 파크웨이 메인 스트리트 유니언빌 / 7번 유니언빌 역 서쪽 유니언빌 역 메인 스트리트 유니언빌 / 7번 칼턴 / 빌리지 파크웨이 글렌코브 / 워든 로딕 / 16번 우드바인 / 로딕 | 유니언빌 역 방면 평일 아침, 우드바인 방면 평일 오후 러시 아워에 운행                        |
| 203  | 밀리켄 GO 셔틀                                        | Milliken GO Shuttle                          | 밀리켄 역                                                           | → AM← PM | 복스그로브 / 14번                                              | 동쪽 밀리켄 역 케네디 / 데니슨 데니슨 / 매코원 엘슨 / 마컴 로드 데니슨 / 엘슨 스틸즈 / 마컴 로드 14번 / 마컴 로드 복스그로브 / 14번 서쪽 14번 / 리버워크 14번 / 호스트맨 데니슨 / 엘슨 스틸즈 / 마컴 로드 엘슨 / 미들필드 데니슨 / 매코원 밀리켄 역 | 밀리켄 역 방면 평일 아침, 복스그로브 방면 평일 오후 러시 아워에 운행                        |
| 204  | 버지 GO 셔틀                                          | Berczy GO Shuttle                            | 메이저 매켄지 / 리지크레스트                                        | → AM← PM | 유니언빌 역                                                    | 남쪽 메이저 매켄지 / 리지크레스트 브라이들 워크 / 버오크 16번 / 윌리엄 버지 칼턴 / 맨해튼 센테니얼 역 매코원 / 7번 캐스탄 / 피에라 유니언빌 역 북쪽 유니언빌 역 캐스탄 / 피에라 매코원 / 7번 센테니얼 역 16번 / 윌리엄 버지 브라이들 워크 / 버오크 메이저 매켄지 / 리지크레스트 | 유니언빌 역 방면 평일 아침, 메이저 매켄지 방면 평일 오후 러시 아워에 운행                   |
| 222  | 오로라-뉴마켓 GO 셔틀                                 | Aurora-Newmarket GO Shuttle                  | 윌리엄 그레이엄 / 세인트존스                                        | → AM← PM | 오로라 역                                                      | 남쪽 윌리엄 그레이엄 / 로이 하퍼 윌리엄 그레이엄 / 레슬리 레슬리 / 세인트존스 스톤헤이븐 / 킹스미어 베이뷰 / 세인트존스 홀리지 / 존 웨스트 존 웨스트 / 웰링턴 오로라 역 북쪽 오로라 역 메리 / 웰링턴 맥마스터 / 홀리지 게이트웨이 / 세인트존스 베이뷰 / 스톤헤이븐 스톤헤이븐 / 레슬리 레슬리 / 세인트존스 윌리엄 그레이엄 / 레슬리 윌리엄 그레이엄 / 세인트존스 | 오로라 역 방면 평일 아침, 세인트존스 방면 평일 오후 러시 아워에 운행                        |
| 223  | 뉴마켓 GO 셔틀                                        | Newmarket GO Shuttle                         | 소밀밸리 / 멀록                                                     | → AM← PM | 뉴마켓 역                                                      | 동쪽 소밀밸리 / 멀록 소밀밸리 / 영 샌드포드 / 멀록 론 / 이글 뉴마켓 역 서쪽 뉴마켓 역 론 / 이글 샌드포드 / 멀록 새비지 / 영 소밀밸리 / 멀록 | 뉴마켓 역 방면 평일 아침, 멀록 방면 평일 오후 러시 아워에 운행                              |
| 223A | 뉴마켓 GO 셔틀                                        | Newmarket GO Shuttle                         | 데이비스 / 포드 윌슨                                                | → AM← PM | 뉴마켓 역                                                      | 동쪽 데이비스 / 포드 윌슨 우드스프링 / 애스펜우드 런던 / 포트랜드 롱포드 / 뉴버리 뉴마켓 역 서쪽 뉴마켓 역 데이비스 / 롱포드 런던 / 영 우드스프링 / 애스펜우드 칼리사 / 포드 윌슨 | 뉴마켓 역 방면 평일 아침, 포드 윌슨 방면 평일 오후 러시 아워에 운행                         |
| 240  | 밀폰드 GO 셔틀                                        | Mill Pond GO Shuttle                         | 버나드 터미널                                                       | → AM← PM | 리치먼드힐 역                                                  | 동쪽 캐니언힐 / 레이번 쉐프츠버리 / 배서스트 엘긴밀스 / 배서스트 엘긴밀스 / 리전트 리전트 / 베이나즈 밀 / 트렌치 라이트 / 영 리치먼드힐 역 서쪽 리치먼드힐 역 던로프 / 영 밀 / 우드 리전트 / 테오볼즈 리전트 / 엘긴밀스 엘긴밀스 / 배서스트 배서스트 / 쉐프츠버리 래렛 / 캐니언힐 캐니언힐 / 영 | 리치먼드힐 역 방면 평일 아침, 버나드 터미널 방면 평일 오후 러시 아워에 운행                 |
| 241  | 베벌리에이커스 GO 셔틀                                | Beverley Acres GO Shuttle                    | 뉴커크 / 크로스비                                                   | → AM← PM | 리치먼드힐 역                                                  | 남쪽 뉴커크 / 크로스비 섭리스코 / 베이뷰 베이뷰 / 엘긴밀스 베이뷰 / 크로스비 리치먼드힐 역 북쪽 리치먼드힐 역 베이뷰 / 레드스톤 베이뷰 / 엘긴밀스 섭리스코 / 우드리버 로즈브랜치 / 엘긴밀스 뉴커크 / 크로스비 | 리치먼드힐 역 방면 평일 아침, 섭리스코 및 크로스비 방면 평일 오후 러시 아워에 운행          |
| 242  | 노스리치베일 GO 셔틀                                  | North Richvale GO Shuttle                    | 힐크레스트 몰                                                       | → AM← PM | 리치먼드힐 역                                                  | 동쪽 힐크레스트 몰 웰드릭 / 커시 배서스트 / 펨버튼 메이 / 커시 메이 / 영 리치먼드힐 역 서쪽 리치먼드힐 역 하딩 / 영 메이 / 커시 배서스트 / 펨버튼 웰드릭 / 애비뉴 로드 힐크레스트 몰 | 리치먼드힐 역 방면 평일 아침, 배서스트 및 힐크레스트 몰 방면 평일 오후 러시 아워에 운행     |
| 243  | 레드스톤 GO 셔틀                                      | Redstone GO Shuttle                          | 리치먼드힐 역                                                       | →        | 리치먼드힐 역                                                  | 시계방향 리치먼드힐 역 센터 / 베이뷰 레드스톤 / 셜리 엘긴밀스 / 레슬리 레슬리 / 메이저 매켄지 팜스테드 / 셜리 팜스테드 / 베이뷰 리치먼드힐 역 | 평일 러시 아워에만 운행                                                                     |
| 300  | 비즈니스 급행                                         | Business Express                             | 핀치 역                                                             | → AM← PM | 클레그 / 로딕                                                  | 동쪽 핀치 역 커머스밸리 / 레슬리 세네카 대학 마컴 캠퍼스 7번 / 타운센터 클레그 / 로딕 서쪽 클레그 / 로딕 세네카 대학 마컴 캠퍼스 7번 / 커머스밸리 커머스밸리 / 레슬리 핀치 역 | 마컴 방면 평일 아침, 핀치 방면 평일 오후 러시 아워 운행                                     |
| 301  | 마컴 급행                                             | Markham Express                              | 핀치 역                                                             | → PM← AM | 마운트조이 역                                                  | 동쪽 핀치 역 매코원 / 7번 센테니얼 역 스톤메이슨 / 16번 마컴 역 우튼 / 피첨 라킨 / 브라이언트 마운트조이 역 서쪽 마운트조이 역 윌리엄슨 / 16번 라킨 / 피첨 우튼 / 파크웨이 마컴 역 레이머빌 / 케언스빌 센테니얼 역 매코원 / 7번 핀치 역 | 핀치 방면 평일 아침, 마컴 방면 평일 오후 러시 아워 운행                                     |
| 302  | 유니언빌 급행                                         | Unionville Express                           | 핀치 역                                                             | → PM← AM | 타운센터 / 7번                                                 | 동쪽 핀치 역 워든 / 엔터프라이즈 타운센터 / 7번 애플크리크 / 존 버튼 존 버튼 / 로딕 베이클리프 / 워든 칼턴 / 빌리지 파크웨이 칼턴 / 메인 스트리트 유니언빌 빌리지 파크웨이 / 부캐넌 워든 / 7번 서쪽 타운센터 / 콕스 애플크리크 / 존 버튼 존 버튼 / 로딕 베이클리프 / 워든 칼턴 / 빌리지 파크웨이 칼턴 / 메인 스트리트 유니언빌 빌리지 / 부캐넌 워든 / 7번 워든 / 엔터프라이즈 핀치 역 | 핀치 방면 평일 아침, 유니언빌 방면 평일 오후 러시 아워 운행                                 |
| 303  | 버오크 급행                                           | Bur Oak Express                              | 핀치 역                                                             | → PM← AM | 마운트조이 역                                                  | 동쪽 핀치 역 9번 / 7번 9번 / 처치 처치 / 버오크 버오크 / 가스램프 버오크 / 9번 마운트조이 역 서쪽 마운트조이 역 버오크 / 9번 버오크 / 16번 버오크 / 처치 9번 / 7번 핀치 역 | 핀치 방면 평일 아침, 마운트조이 방면 평일 오후 러시 아워 운행                               |
| 304  | 마운트조이 급행                                       | Mount Joy Express                            | 핀치 역                                                             | → PM← AM | 마운트조이 역                                                  | 동쪽 핀치 역 케네디 / 7번 센테니얼 역 매코원 / 16번 매코원 / 버오크 마운트조이 역 서쪽 마운트조이 역 매코원 / 16번 센테니얼 역 매코원 / 7번 케네디 / 7번 핀치 역 | 핀치 방면 평일 아침, 마운트조이 방면 평일 오후 러시 아워 운행                               |
| 320  | 뉴마켓-비버크리크 급행                                | Newmarket-Beaver Creek Express               | 404번 / 데이비스 환승 주차장                                        | ↔        | 이스트 비버크리크 로드                                         | 남쪽 데이비스 / 404번 환승 주차장 오로라 / 404번 환승 주차장 메이저 매켄지 / 404번 환승 주차장 뮤럴 / 16번 비버크리크 / 그랜턴 웨스트 비버크리크 / 웨스트 윌못 커머스밸리 / 7번 커머스밸리 / 레슬리 이스트 비버크리크 / 7번 이스트 비버크리크 / 펄튼 이스트 비버크리크 로드 (#2926) 북쪽 비버크리크 / 그랜턴 웨스트 비버크리크 / 웨스트 윌못 커머스밸리 / 7번 커머스밸리 / 레슬리 이스트 비버크리크 / 7번 이스트 비버크리크 / 펄튼 뮤럴 / 리크 메이저 매켄지 / 404번 환승 주차장 오로라 / 404번 환승 주차장 데이비스 / 404번 환승 주차장 | 평일 러시 아워에만 운행                                                                     |
| 401  | 앙드레 수사 가톨릭 고등학교                           | Brother André C.H.S.                         | 앙드레 수사 가톨릭 고등학교                                         | → PM← AM | 매코원 / 14번                                                  | 평일 아침 14번 / 매코원 14번 / 마컴 로드 복스그로브 / 14번 9번 / 7번 마컴 스토우빌 병원 버오크 / 화이츠힐 코넬루지 / 모닝도브 16번 / 9번 앙드레 수사 가톨릭 고등학교 평일 오후 앙드레 수사 가톨릭 고등학교 16번 / 9번 모닝도브 / 코넬루지 마컴 스토우빌 병원 9번 / 7번 14번 / 리버워크 14번 / 마컴 로드 14번 / 매코원 | 학교 방면 평일 아침에 1회, 매코원 / 14번 방면 평일 오후에 1회 운행                          |
| 402  | 버오크 / 피에르 엘리오트 트뤼도                       | Bur Oak / Pierre Elliott Trudeau             | 앵거스글렌 커뮤니티 센터                                            | ← AM     | 마컴 스토우빌 병원                                             | 평일 아침 마컴 스토우빌 병원 케닐스워스 / 발리 레아 화이츠힐 / 코넬루지 코넬센터 / 16번 버오크 / 9번 마운트조이 역 버오크 고등학교 피에르 엘리오트 트뤼도 고등학교 앵거스글렌 커뮤니티 센터 | 평일 아침에 2회 운행                                                                        |
| 402  | 버오크 / 피에르 엘리오트 트뤼도                       | Bur Oak / Pierre Elliott Trudeau             | 앵거스글렌 커뮤니티 센터                                            | → PM     | 케닐워스 / 발리 레아                                           | 평일 오후 앵거스 글렌 커뮤니티 센터 피에르 엘리오트 트뤼도 고등학교 버오크 고등학교 마운트조이 역 코넬센터 / 16번 화이츠힐 / 코넬루지 마컴 스토우빌 병원 케닐워스 / 발리 레아 | 평일 오후에 1회 운행                                                                        |
| 402  | 버오크 / 피에르 엘리오트 트뤼도                       | Bur Oak / Pierre Elliott Trudeau             | 버오크 고등학교                                                     | → PM     | 케닐워스 / 발리 레아                                           | 평일 오후 버오크 고등학교 마운트조이 역 코넬센터 / 16번 화이츠힐 / 코넬루지 마컴 스토우빌 병원 케닐워스 / 발리 레아 | 평일 오후에 3회 운행                                                                        |
| 405  | 세인트어거스틴 가톨릭 고등학교                        | St. Augustine                                | 우드바인 / 로딕                                                     | → PM← AM | 마크빌 몰                                                      | 평일 아침 마크빌 몰 센테니얼 역 칼턴 / 케네디 7번 / 타운센터 애플크리크 / 타운센터 로딕 / 우드바인 평일 오후 로딕 / 우드바인 애플크리크 / 존 버튼 7번 / 타운센터 칼턴 / 케네디 센테니얼 역 마크빌 몰 | 학교 방면 평일 아침에 1회, 마크빌 몰 방면 평일 오후에 1회 운행                              |
| 406  | 마컴 지역 고등학교                                    | Markham District High School                 | 마컴 지역 고등학교                                                  | → PM← AM | 러슬우즈 / 코넬센터                                            | 평일 아침 러슬우즈 / 코넬센터 버오크 / 알미라 마컴 스토우빌 병원 처치 / 우튼 웨이 마컴 지역 고등학교 평일 오후 마컴 지역 고등학교 처치 / 우튼 웨이 마컴 스토우빌 병원 버오크 / 화이츠힐 러슬우즈 / 코넬센터 | 학교 방면 평일 아침에 1회, 코넬센터 방면 평일 오후에 1회 운행                               |
| 410  | 마컴 지역 고등학교 (칼턴 경유)                        | Markham District High School via Carlton     | 로딕 / 우드바인                                                     | → AM← PM | 마컴 지역 고등학교                                             | 평일 아침 우드바인 / 로딕 애플크리크 / 워든 칼턴 / 케네디 칼턴 / 매코원 레이머빌 / 스나이더 16번 / 핀챔 우튼 웨이 / 파크웨이 마컴 지역 고등학교 평일 오후 마컴 지역 고등학교 우튼 웨이 / 파크웨이 16번 / 마컴 로드 레이머빌 / 매코원 칼턴 / 케네디 글렌코브 / 워든 로딕 / 우드바인 | 학교 방면 평일 아침에 1회, 우드바인 방면 평일 오후에 1회 운행                               |
| 411  | 마컴 지역 고등학교 (복스그로브 경유)                  | Markham District High School via Box Grove   | 14번 / 매코원                                                       | → AM← PM | 마컴 지역 고등학교                                             | 평일 아침 14번 / 매코원 14번 / 마컴 로드 루지뱅크 / 러셀 자비스 루지뱅크 / 9번 리버워크 / 복스그로브 (1회 정차) 리버워크 / 9번 (1회 정차) 마컴 스토우빌 병원 마컴 지역 고등학교 평일 오후 마컴 지역 고등학교 마컴 스토우빌 병원 리버워크 / 복스그로브 (2회 정차) 리버워크 / 9번 (1회 정차) 루지뱅크 / 러셀 자비스 14번 / 마컴 로드 14번 / 매코원 | 학교 방면 평일 아침에 2회, 14번 / 매코원 방면 평일 오후에 3회 운행                          |
| 412  | 손리 고등학교                                         | Thornlea Secondary                           | 손리 고등학교                                                       | → PM     | 시몬스턴 / 돈밀스                                              | 평일 오후 손리 고등학교 존 / 베이뷰 시몬스턴 / 돈밀스 | 시몬스턴 / 돈밀스 방면 평일 오후 1회 운행                                                   |
| 413  | 세인트로버트 가톨릭 고등학교                          | St. Robert C.H.S.                            | 시몬스턴 / 돈밀스                                                   | → AM← PM | 세인트로버트 가톨릭 고등학교                                   | 평일 아침 시몬스턴 / 돈밀스 (서쪽) 돈밀스 / 시몬스턴 (동쪽) 존 / 베이뷰 손리 고등학교 그린 레인 / 레슬리 세인트로버트 가톨릭 고등학교 평일 오후 세인트로버트 가톨릭 고등학교 레슬리 / 그린 레인 손리 고등학교 존 / 베이뷰 돈밀스 / 시몬스턴 (서쪽) 시몬스턴 / 돈밀스 (동쪽) | 학교 방면 평일 아침에 1회, 시몬스턴 / 돈밀스 방면 평일 오후에 1회 운행                      |
| 415  | 스토우빌 지역 고등학교                                | Stouffville District School Special          | 밀러드 / 오토몰                                                     | → AM← PM | 스토우빌 지역 고등학교                                         | 평일 아침 밀러드 / 오토몰 밀러드 / 9번 10번 / 노스 요크 더럼 / 후버파크 리브스웨이 / 후버파크 스토우빌 지역 고등학교 평일 오후 스토우빌 지역 고등학교 리브스웨이 / 후버파크 후버파크 / 요크 더럼 10번 / 에인트리 밀러드 / 브램블 밀러드 / 오토몰 | 학교 방면 평일 아침에 1회, 밀러드 / 48번 방면 평일 오후에 1회 운행                          |
| 418  | 피에르 엘리오트 트뤼도 고등학교                       | Pierre Elliott Trudeau H.S.                  | 빅토리아스퀘어 / 스토니힐                                           | → AM     | 피에르 엘리오트 트뤼도 고등학교                                | 평일 아침 빅토리아스퀘어 / 스토니힐 우드바인 / 로딕 16번 / 로딕 피에르 엘리오트 트뤼도 고등학교 | 평일 아침에 1회 운행                                                                        |
| 418  | 피에르 엘리오트 트뤼도 고등학교                       | Pierre Elliott Trudeau H.S.                  | 로딕 / 레이첼                                                       | → AM     | 피에르 엘리오트 트뤼도 고등학교                                | 평일 아침 로딕 / 레이첼 16번 / 로딕 피에르 엘리오트 트뤼도 고등학교 | 평일 아침에 1회 운행                                                                        |
| 418  | 피에르 엘리오트 트뤼도 고등학교                       | Pierre Elliott Trudeau H.S.                  | 헤이즐턴 / 메이저 매켄지                                            | ← PM     | 피에르 엘리오트 트뤼도 고등학교                                | 평일 오후 16번 / 워든 로딕 / 우드바인 빅토리아스퀘어 / 스토니힐 헤이즐턴 / 메이저 매켄지 | 평일 오후에 2회 운행                                                                        |
| 420  | 뉴마켓 고등학교 (새비지 경유)                         | Newmarket High School via Savage             | 뉴마켓 버스 터미널                                                  | → AM← PM | 뉴마켓 고등학교                                                | 평일 아침 뉴마켓 버스 터미널 알렉스 도너 / 커비 알렉스 도너 / 사이크스 멀록 / 영 샤나한 / 새비지 새비지 / 샌드퍼드 멀록 / 베이뷰 뉴마켓 고등학교 평일 오후 뉴마켓 고등학교 멀록 / 베이뷰 샌드퍼드 / 새비지 샤나한 / 새비지 새비지 / 샌드퍼드 멀록 / 영 클리어메도우 / 배서스트 알렉스 도너 / 브림슨 뉴마켓 버스 터미널 | 학교 방면 평일 아침에 1회, 뉴마켓 터미널 방면 평일 오후에 1회 운행                          |
| 423  | 뉴마켓 고등학교 (브리스톨 경유)                       | Newmarket High School via Bristol            | 우드스프링 / 배서스트                                               | → AM← PM | 뉴마켓 고등학교                                                | 평일 아침 우드스프링 / 배서스트 브리스톨 / 맥인타이어 데이비스 / 파크사이드 론 / 이글 샌드퍼드 / 멀록 뉴마켓 고등학교 평일 오후 뉴마켓 고등학교 멀록 / 샌드퍼드 론 / 이글 데이비스 / 롱퍼드 브리스톨 / 영 배서스트 / 우드스프링 | 학교 방면 평일 아침에 1회, 뉴마켓 터미널 방면 평일 오후에 1회 운행                          |
| 424  | 케스윅 고등학교                                       | Keswick High School                          | 케스윅 고등학교                                                     | ← AM     | 존 데일스 / 로렌데일                                           | 평일 아침 존 데일스 / 로렌데일 레이크 / 레이븐슈 월터 / 퀸스웨이 글렌우즈 플라자 케스윅 고등학교 요크우드 빌리지 센터 우드바인 / 웩스퍼드 심코 / 메트로 케스윅 고등학교 | 평일 아침에 1회 운행                                                                        |
| 424  | 케스윅 고등학교                                       | Keswick High School                          | 케스윅 고등학교                                                     | → PM     | 월터 / 퀸스웨이                                                | 평일 오후 케스윅 고등학교 요크우드 빌리지 센터 웩스퍼드 / 우드바인 심코 / 메트로 케스윅 고등학교 글렌우즈 플라자 존 데일 / 로렌데일 레이크 / 레이븐슈 월터 / 퀸스웨이 | 평일 오후에 1회 운행                                                                        |
| 425  | 휴론하이츠 고등학교                                   | Huron Heights Secondary                      | 영 / 마운트알버트                                                   | → AM← PM | 휴론하이츠 고등학교                                            | 평일 아침 영 / 마운트알버트 영 / 퀸스빌 영 / 마운트알버트 그리스트밀 / 스테그맨 메인 / 런던 뉴마켓 역 휴론하이츠 고등학교 평일 오후 휴론하이츠 고등학교 뉴마켓 역 메인 / 런던 영 / 마운트알버트 그리스트밀 / 마운트알버트 영 / 마운트알버트 영 / 퀸스빌 파크 / 오리올 브래드퍼드 / 영 | 학교 방면 평일 아침에 1회, 뉴마켓 터미널 방면 평일 오후에 1회 운행                          |
| 426  | G. W. 윌리엄스 고등학교 (홀리지 경유)                 | G. W. Williams High School via Hollidge      | 홀리지 / 베이뷰                                                     | → AM     | G. W. 윌리엄스 고등학교                                        | 평일 아침 홀리지 / 베이뷰 하트웰 / 베이뷰 존 웨스트 / 웰링턴 오로라 역 G. W. 윌리엄스 고등학교 | 평일 아침에 1회 운행                                                                        |
| 426  | G. W. 윌리엄스 고등학교 (홀리지 경유)                 | G. W. Williams High School via Hollidge      | 페더슨 / 얼 스튜어트                                                | → AM     | G. W. 윌리엄스 고등학교                                        | 평일 아침 페더슨 / 얼 스튜어트 존 웨스트 / 웰링턴 오로라 역 G. W. 윌리엄스 고등학교 | 평일 아침에 1회 운행                                                                        |
| 426  | G. W. 윌리엄스 고등학교 (홀리지 경유)                 | G. W. Williams High School via Hollidge      | 홀리지 / 존 웨스트                                                  | ← PM     | G. W. 윌리엄스 고등학교                                        | 평일 오후 G. W. 윌리엄스 고등학교 오로라 역 존 웨스트 / 홀리지 홀리지 / 베이뷰 하트웰 / 베이뷰 홀리지 / 존 웨스트 | 평일 오후에 3회 운행                                                                        |
| 427  | 세이크리드하트 가톨릭 고등학교 (뉴마켓 고등학교 경유) | Sacred Heart via Newmarket High School       | 세이크리드하트 가톨릭 고등학교                                      | → PM← AM | 베이뷰 / 세인트존스                                            | 평일 아침 베이뷰 / 세인트존스 베이뷰 / 스톤헤이븐 스톤헤이븐 / 레슬리 뉴마켓 고등학교 세이크리드하트 가톨릭 고등학교 평일 오후 세이크리드하트 가톨릭 고등학교 뉴마켓 고등학교 베테랑스 / 블랙홀 스톤헤이븐 / 베이뷰 베이뷰 / 세인트존스 | 세이크리드하트 방면 평일 아침에 1회, 베이뷰 / 세인트존스 방면 평일 오후에 1회 운행          |
| 428  | G. W. 윌리엄스 고등학교 (헨더슨 경유)                 | G. W. Williams High School via Henderson     | G. W. 윌리엄스 고등학교                                             | → PM     | 헨더슨 / 타마락                                                | 평일 오후 G. W. 윌리엄스 고등학교 헨더슨 / 영 헨더슨 / 볼드윈 매클렐런 / 배서스트 헨더슨 / 타마락 | 헨터슨 / 타마락 방면 평일 오후에 1회 운행                                                   |
| 429  | 카터 추기경 / 오로라 고등학교                         | Cardinal Carter / Aurora High School         | 오로라 고등학교                                                     | ← AM     | 베이뷰 / 올드콜로니                                            | 평일 아침 베이뷰 / 올드콜로니 올드콜로니 / 영 선셋비치 / 잉글리시오크 베이뷰 / 베데스다 블루밍턴 / 베이뷰 노스레이크 / 올드베이뷰 영 / 애쉬필드 카터 추기경 가톨릭 고등학교 웰링턴 / 배서스트 오로라 고등학교 | 평일 아침에 1회 운행                                                                        |
| 429  | 카터 추기경 / 오로라 고등학교                         | Cardinal Carter / Aurora High School         | 카터 추기경 가톨릭 고등학교                                         | → PM     | 베이뷰 / 올드콜로니                                            | 평일 오후 카터 추기경 가톨릭 고등학교 쿤스 / 영 워싱턴 / 로리지 노스레이크 / 영 노스레이크 / 올드베이뷰 블루밍턴 / 베이뷰 베이뷰 / 베이뷰파크 선셋비치 / 영 올드콜로니 / 베이뷰 | 평일 오후에 1회 운행                                                                        |
| 430  | 세이크리드하트 가톨릭 고등학교 (메인 경유)            | Sacred Heart via Main                        | 뉴마켓 버스 터미널                                                  | → AM← PM | 세이크리드하트 가톨릭 고등학교                                 | 평일 아침 뉴마켓 버스 터미널 우드스프링 / 포드 윌슨 우드스프링 / 그린 레인 그린 레인 / 영 브리스톨 / 스타이버 런던 / 도체스터 브리스톨 / 메인 뉴마켓 역 세이크리드하트 가톨릭 고등학교 평일 오후 세이크리드하트 가톨릭 고등학교 뉴마켓 역 브리스톨 / 맬번 도체스터 / 런던 스타이버 / 브리스톨 우드스프링 / 그린 레인 우드스프링 / 아트웨스트 뉴마켓 버스 터미널 | 세이크리드하트 방면 평일 아침에 1회, 뉴마켓 터미널 방면 평일 오후에 1회 운행                |
| 432  | 오로라 고등학교                                       | Aurora High School                           | 오로라 고등학교                                                     | ← AM     | 존 웨스트 / 웰링턴                                             | 평일 아침 존 웨스트 / 웰링턴 세인트존스 / 베이뷰 매브리낙 / 웰링턴 웰링턴 / 베이뷰 오로라 역 웰링턴 / 영 오로라 고등학교 | 평일 아침에 1회 운행                                                                        |
| 440  | 세인트테레사 고등학교 (밀 경유)                       | St. Theresa High School via Mill             | 세인트테레사 고등학교                                               | → PM← AM | 리치먼드힐 역                                                  | 평일 아침 리치먼드힐 역 던로프 / 영 밀 / 엘러리 리전트 / 테오볼즈 리전트 / 엘긴밀스 엘긴밀스 / 배서스트 세인트테레사 고등학교 평일 오후 세인트테레사 고등학교 엘긴밀스 / 배서스트 엘긴밀스 / 리전트 리전트 / 베이나즈 밀 / 트렌치 라이트 / 영 리치먼드힐 역 | 학교 방면 평일 아침 1회, 리치먼드힐 역 방면 평일 오후 1회 운행                              |
| 441  | 리치먼드힐 고등학교 (섭리스코 경유)                   | Richmond Hill High School via Subrisco       | 리치먼드힐 고등학교                                                 | → PM← AM | 리치먼드힐 역                                                  | 평일 아침 리치먼드힐 역 센터 / 베이뷰 베이뷰 / 엘긴밀스 섭리스코 / 우드리버 로즈브랜치 / 엘긴밀스 닐 / 크로스비 크로스비 / 영 영 / 엘긴밀스 버나드 터미널 리치먼드힐 고등학교 평일 오후 리치먼드힐 고등학교 버나드 터미널 영 / 엘긴밀스 크로스비 / 영 크로스비 / 닐 닐 / 엘긴밀스 섭리스코 / 베이뷰 베이뷰 / 엘긴밀스 베이뷰 / 센터 리치먼드힐 역 | 학교 방면 평일 아침 1회, 리치먼드힐 역 방면 평일 오후 1회 운행                              |
| 442  | 리치먼드힐 고등학교 (갬블 경유)                       | Richmond Hill High School via Gamble         | 타워힐 / 셀윈                                                       | ← PM     | 리치먼드힐 고등학교                                            | 평일 오후 리치먼드힐 고등학교 영 / 19번 타워힐 / 롤링힐 롤링힐 / 갬블 갬블 / 셀윈 타워힐 / 셀윈 | 평일 오후 1회 운행                                                                          |
| 443  | 랭스태프 고등학교 (쉐프츠버리 경유)                   | Langstaff via Shaftsbury                     | 버나드 터미널                                                       | → PM← AM | 리치먼드힐 센터 터미널                                         | 평일 아침 버나드 터미널 캐니언힐 / 쉐프츠버리 세인트테레사 가톨릭 고등학교 엘긴밀스 / 배서스트 엘긴밀스 / 리전트 리전트 / 오트랜즈 리전트 / 베이나즈 밀 / 트렌치 트렌치 / 메이저 매켄지 커시 / 웰드릭 애비뉴 로드 / 카빌 랭스태프 고등학교 리치먼드힐 센터 터미널 평일 오후 리치먼드힐 센터 터미널 랭스태프 고등학교 피어슨 / 에드거 애비뉴 로드 / 카빌 스프링헤드 / 웰드릭 하딩 / 메이저 매켄지 트렌치 / 밀 밀 / 엘러리 리전트 / 테오볼즈 리전트 / 엘긴밀스 엘긴밀스 / 배서스트 세인트테레사 가톨릭 고등학교 쉐프츠버리 / 캐니언힐 버나드 터미널 | 리치먼드힐 센터 방면 평일 아침 1회, 버나드 방면 평일 오후 2회 운행                          |
| 444  | 랭스태프 고등학교 (밸리미드 경유)                     | Langstaff via Valleymede                     | 랭스태프 고등학교                                                   | → PM← AM | 사우스파크 / 커머스밸리                                        | 평일 아침 사우스파크 / 커머스밸리 타임스 / 7번 밸리미드 / 브릭스 16번 / 스트레스언 베이뷰 / 하이테크 하이테크 / 실버린든 실버린든 / 레드메이플 리치먼드힐 센터 터미널 랭스태프 고등학교 평일 오후 랭스태프 고등학교 가든 / 영 레드메이플 / 실버린든 하이테크 / 파니엔테 베이뷰 / 16번 16번 / 밸리미드 밸리미드 / 7번 사우스파크 / 커머스밸리 | 학교 방면 평일 아침 1회, 커머스밸리 방면 평일 오후 1회 운행                                 |
| 444  | 랭스태프 고등학교 (밸리미드 경유)                     | Langstaff via Valleymede                     | 랭스태프 고등학교                                                   | ← AM     | 베이뷰 / 밴트리                                                | 평일 아침 베이뷰 / 밴트리 하이테크 / 실버린든 실버린든 / 레드메이플 리치먼드힐 센터 터미널 랭스태프 고등학교 | 평일 아침 1회 운행                                                                          |
| 444  | 랭스태프 고등학교 (밸리미드 경유)                     | Langstaff via Valleymede                     | 랭스태프 고등학교                                                   | → PM     | 밸리미드 / 7번                                                 | 평일 오후 랭스태프 고등학교 가든 / 영 레드메이플 / 실버린든 하이테크 / 파니엔테 베이뷰 / 16번 16번 / 밸리미드 밸리미드 / 7번 | 평일 오후 1회 운행                                                                          |
| 445  | 세인트로버트 가톨릭 고등학교 (버나드 터미널 방면)     | St. Robert C.H.S. to Bernard Terminal        | 버나드 터미널                                                       | ← PM     | 세인트로버트 가톨릭 고등학교                                   | 평일 오후 세인트로버트 가톨릭 고등학교 타임즈 / 7번 밸리미드 / 브릭스 밸리미드 / 16번 스파다이나 / 웰드릭 메이저 매켄지 / 베이뷰 리치먼드힐 역 뉴커크 / 크로스비 뉴커크 / 엘긴밀스 버나드 터미널 | 평일 오후 2회 운행                                                                          |
| 446  | 세인트테레사 고등학교 (맥칼럼 경유)                   | St. Theresa High School via McCallum         | 세인트테레사 고등학교                                               | → AM← PM | 배서스트 / 맥칼럼                                              | 평일 아침 배서스트 / 맥칼럼 메이저 매켄지 / 배서스트 퀸 필로메나 / 비아로마노 레이디 페니로즈 / 테스턴 테스턴 / 토라 세인트테레사 고등학교 평일 오후 세인트테레사 고등학교 엘긴밀스 / 배서스트 레이디페니로즈 / 테스턴 비아로마노 / 퀸 필로메나 배서스트 / 메이저 매켄지 맥칼럼 / 배서스트 | 학교 방면 평일 아침 1회, 맥칼럼 방면 평일 오후 2회 운행                                     |
| 447  | 세인트테레사 고등학교 (제퍼슨 포레스트 경유)          | St. Theresa High School via Jefferson Forest | 세인트테레사 고등학교                                               | → AM← PM | 제퍼슨 포레스트 / 아든밸리                                     | 평일 아침 제퍼슨 포레스트 / 아든밸리 제퍼슨 포레스트 / 쉐도우폴스 제퍼슨 포레스트 / 영 19번 / 로체스터힐 데본슬리 / 스완 데본슬리 / 우드스톤 버나드 / 스콰이어 버나드 터미널 캐니언힐 / 쉐프츠버리 세인트테레사 고등학교 평일 오후 세인트테레사 고등학교 쉐프츠버리 / 캐니언힐 버나드 터미널 버나드 / 뷰마크 요크랜드 / 데본슬리 데본슬리 / 19번 영 / 19번 영 / 제퍼슨 포레스트 제퍼슨 포레스트 / 쉐도우폴스 제퍼슨 포레스트 / 아든밸리 | 학교 방면 평일 아침 1회, 제퍼슨 포레스트 방면 평일 오후 2회 운행                            |
| 448  | 리치먼드힐 고등학교 (밸리미드 경유)                   | Richmond Hill High School via Valleymede     | 리치먼드힐 고등학교                                                 | → PM← AM | 커머스밸리 / 레슬리                                            | 평일 아침 커머스밸리 / 레슬리 타임즈 / 7번 밸리미드 / 브릭스 밸리미드 / 16번 스파다이나 / 웰드릭 푸드베이직스 (베이뷰 / 메이저 매켄지) 팜스테드 / 베이뷰 리치먼드힐 역 뉴커크 / 크로스비 뉴커크 / 엘긴밀스 엘긴밀스 / 영 버나드 터미널 리치먼드힐 고등학교 평일 오후 리치먼드힐 고등학교 버나드 터미널 엘긴밀스 / 뉴커크 뉴커크 / 크로스비 리치먼드힐 역 센터 / 베이뷰 푸드베이직스 (베이뷰 / 메이저 매켄지) 스파다이나 / 웰드릭 스파다이나 / 16번 밸리미드 / 브릭스 밸리미드 / 7번 레슬리 / 민손 | 학교 방면 평일 아침 1회, 커머스밸리 방면 평일 오후 2회 운행                                 |
| 449  | 리치먼드그린 고등학교 (힐마운트 경유)                 | Richmond Green High School via Hillmount     | 리치먼드그린 고등학교                                               | → PM← AM | 우드바인 / 메이저 매켄지                                       | 평일 아침 우드바인 / 메이저 매켄지 우드바인 / 힐마운트 힐마운트 / 마크랜드 메이저 매켄지 / 레슬리 레슬리 / 엘긴밀스 리치먼드그린 고등학교 평일 오후 리치먼드그린 고등학교 레슬리 / 엘긴밀스 메이저 매켄지 / 마크랜드 힐마운트 / 우드바인 우드바인 / 메이저 매켄지 | 학교 방면 평일 아침 1회, 우드바인 / 메이저 매켄지 방면 평일 오후 1회 운행                   |
| 450  | 세인트테레사 고등학교 (타워힐 경유)                   | St. Theresa High School via Tower Hill       | 타워힐 / 모킹버드                                                   | → AM     | 세인트테레사 고등학교                                          | 평일 아침 타워힐 / 모킹버드 타워힐 / 영 영 / 갬블 갬블 / 롤링힐 롤링힐 / 타워힐 타워힐 / 셀윈 셀윈 / 갬블 세인트테레사 고등학교 | 평일 오전 1회 운행                                                                          |
| 450  | 세인트테레사 고등학교 (타워힐 경유)                   | St. Theresa High School via Tower Hill       | 롤링힐 / 타워힐                                                     | ← PM     | 세인트테레사 고등학교                                          | 평일 오후 세인트테레사 고등학교 배서스트 / 갬블 셀윈 / 갬블 타워힐 / 셀윈 타워힐 / 영 영 / 갬블 갬블 / 롤링힐 롤링힐 / 타워힐 | 평일 오후 1회 운행                                                                          |
| 451  | 랭스태프 고등학교 (7번 고속도로 경유)                 | Langstaff Secondary School via Hwy 7         | 랭스태프 고등학교                                                   | → PM     | 메이저 매켄지 / 우드바인                                       | 평일 오후 랭스태프 고등학교 가든 / 영 7번 / 베이뷰 밸리미드 / 브릭스 밸리미드 / 16번 스파다이나 / 웰드릭 메이저 매켄지 / 베이뷰 | 평일 오후 1회 운행                                                                          |
| 452  | 리치먼드 그린 고등학교 (헤이즐턴 경유)                | Richmond Green High School via Hazelton      | 리치먼드그린 고등학교                                               | ← AM     | 엘긴밀스 / 프린스리전트                                        | 평일 아침 엘긴밀스 / 프린스리전트 엘긴밀스 / 빅토리아스퀘어 메이저 매켄지 / 우드바인 헤이즐턴 / 메이저 매켄지 스토니힐 / 헤이즐턴 베티 로먼 / 우드바인 엘긴밀스 / 우드바인 엘긴밀스 / 레슬리 리치먼드그린 고등학교 | 평일 아침 1회 운행                                                                          |
| 452  | 리치먼드 그린 고등학교 (헤이즐턴 경유)                | Richmond Green High School via Hazelton      | 리치먼드그린 고등학교                                               | → PM     | 우드바인 / 엘긴밀스                                            | 평일 오후 리치몬드그린 고등학교 엘긴밀스 / 빅토리아스퀘어 메이저 매켄지 / 우드바인 헤이즐턴 / 메이저 매켄지 스토니힐 / 헤이즐턴 베티로먼 / 우드바인 우드바인 / 엘긴밀스 | 평일 오후 1회 운행                                                                          |
| 460  | 홀리크로스 아카데미                                   | Holy Cross Academy                           | 코로네이션 / 포레스트                                               | ← PM     | 홀리크로스 아카데미                                            | 평일 오후 홀리크로스 아카데미 마틴그로브 / 7번 마틴그로브 / 포레스트 모닝스타 / 마틴그로브 모닝스타 / 메달리온 코로네이션 / 포레스트 | 평일 오후 1회 운행                                                                          |
| 461  | 에밀리 카 고등학교                                    | Emily Carr S.S.                              | 로열파크 / 27번                                                     | → PM← AM | 에밀리 카 고등학교                                             | 평일 아침 로열파크 / 27번 본밀스 / 로즈론 나파밸리 / 러더퍼드 나파밸리 / 선셋리지 나파밸리 / 이즐링턴 에밀리 카 고등학교 평일 오후 에밀리 카 고등학교 이즐링턴 / 나파밸리 나파밸리 / 소노마 나파밸리 / 러더퍼드 본밀스 / 로열파크 로열파크 / 27번 | 학교 방면 평일 아침 1회, 로열파크 / 27번 방면 평일 오후 1회 운행                            |
| 462  | 메이플 고등학교                                       | Maple High School                            | 메이플 고등학교                                                     | → PM← AM | 킬 / 러더퍼드                                                  | 평일 아침 킬 / 러더퍼드 킬 / 바힐 메이저 매켄지 / 맥노튼 맥노튼 / 킬 드러먼드 / 트레저힐 브랜든게이트 / 제인 존 다이스먼 / 티에라 티에라 / 제인 메이저 매켄지 / 멜빌 메이플 고등학교 평일 오후 메이플 고등학교 멜빌 / 메이저 매켄지 메이저 매켄지 / 제인 티에라 / 존 다이스먼 아메리카 / 제인 드러먼드 / 킬 킬 / 맥노튼 메이저 매켄지 / 애브로 메이저 매켄지 / 킬 킬 / 러더퍼드 | 학교 방면 평일 아침 1회, 킬 / 러더퍼드 방면 평일 오후 1회 운행                              |
| 464  | 성녀 잔 다르크 고등학교 (아메리카 경유)               | St. Joan of Arc S.S. via America             | 제인 / 그랜드밸리                                                   | → AM← PM | 성녀 잔 다르크 고등학교                                        | 평일 아침 제인 / 그랜드밸리 매스트 / 델프란체스코 아메리카 / 제인 드러먼드 / 킬 성녀 잔 다르크 고등학교 평일 오후 성녀 잔 다르크 고등학교 킬 / 드러먼드 브랜든게이트 / 제인 아메리카 / 존 다이스먼 매스트 / 델프란체스코 그랜드밸리 / 제인 | 학교 방면 평일 아침 1회, 제인 / 그랜드밸리 방면 평일 오후 1회 운행                          |
| 465  | 성녀 잔 다르크 고등학교 (멜빌 경유)                   | St. Joan of Arc S.S. via Melville            | 성녀 잔 다르크 고등학교                                             | → PM← AM | 킬 / 나이츠우드                                                | 평일 아침 킬 / 나이츠우드 킬 / 러더퍼드 러더퍼드 / 멜빌 멜빌 / 메이저 매켄지 성녀 잔 다르크 고등학교 평일 오후 성녀 잔 다르크 고등학교 맥노튼 / 메이저 매켄지 메이저 매켄지 / 멜빌 멜빌 / 러더퍼드 러더퍼드 / 킬 킬 / 나이츠우드 | 학교 방면 평일 아침 1회, 킬 / 나이츠우드 방면 평일 오후 1회 운행                            |
| 466  | 토미 더글라스 고등학교                                | Tommy Douglas Secondary School               | 토미 더글라스 고등학교                                              | → PM← AM | 본밀스 몰                                                      | 평일 아침 본밀스 몰 러더퍼드 / 웨스턴 비아캄파닐레 / 세인트어베인 토미 더글라스 고등학교 평일 오후 토미 더글라스 고등학교 포실힐 / 세인트어베인 비아캄파닐레 / 바실리카 러더퍼드 / 웨스턴 본밀스 몰 | 학교 방면 평일 아침 1회, 본밀스 몰 방면 평일 오후 1회 운행                                  |
| 520  | 뉴마켓 커뮤니티 버스                                  | Newmarket Community Bus                      | 어퍼캐나다 몰                                                       | →        | 어퍼캐나다 몰                                                  | 시계방향 어퍼캐나다 몰 푸드베이식스 프레시코 코스트코 마이클스 리얼 캐네디언 슈퍼스토어 월마트 위너스 메인 스트리트 노스 155번지 뉴마켓 역 사우스레이크 지역 건강 센터 그레이스 스트리트 640번지 스트로낙 지역 암 센터 데이비드 / 패터슨 404 타운센터 (메트로) 404 타운센터 (월마트) 노프릴스 크라우더 블루버드 349-351번지 매그나 센터 톰 테일러 플레이스 티모시 스트리트 540번지 이글 스트리트 468-474번지 뉴마켓 건강 센터 뉴마켓 버스 터미널 어퍼캐나다 몰 | 매일 낮 시간대에 4회 운행                                                                   |
| 521  | 뉴마켓 커뮤니티 버스                                  | Newmarket Community Bus                      | 어퍼캐나다 몰                                                       | ←        | 어퍼캐나다 몰                                                  | 반시계방향 어퍼캐나다 몰 뉴마켓 버스 터미널 뉴마켓 건강 센터 이글 스트리트 468-474번지 티모시 스트리트 540번지 매그나 센터 톰 테일러 플레이스 크라우더 블루버드 349-351번지 404 타운센터 (메트로) 404 타운센터 (월마트) 데이비스 / 패터슨 사우스레이크 지역 건강 센터 그레이스 스트리트 640번지 스트로낙 지역 건강 센터 뉴마켓 역 메인 스트리트 노스 155번지 프레시코 코스트코 마이클스 리얼 캐네디언 슈퍼스토어 월마트 위너스 어퍼캐나다 몰 | 매일 낮 시간대에 4회 운행                                                                   |
| 522  | 마컴 커뮤니티 버스                                    | Markham Community Bus                        | 해거맨스 코너스                                                     | ↔        | 코넬파크 애비뉴 122번지                                        | 동쪽 해거맨스 코너스 유니언빌 애나 러셀 웨이 17/100번지 오스틴 드라이브 25/55번지 마크빌 몰 센테니얼 역 레이머빌 드라이브 2번지 로블로스 노프릴스 (7번 / 글래스워시) 워터 스트리트 20/22번지 애쉬그로브 의료 센터 파티시페이션 하우스 마컴 스토우빌 병원 코넬파크 애비뉴 122번지 서쪽 코넬파크 애비뉴 122번지 워터 스트리트 20/22번지 노프릴스 (7번 / 갤스워시) 로블로스 센테니얼 역 레이머빌 드라이브 2번지 마크빌 몰 오스틴 드라이브 25/55번지 애나 러셀 웨이 17/100번지 유니언빌 역 데버릴 코트 25번지 해거맨스 코너스 | 월-토 낮 시간대에 운행                                                                      |
| 589  | 리치먼드힐 커뮤니티 버스                              | Richmond Hill Community Bus                  | 몽셩 코트                                                           | ←        | 힐크레스트 몰                                                  | 북쪽 힐크레스트 몰 사우스힐 플라자 마셜 스트리트 25번지 & 옵서배토리 레인 100번지 베이프 주택 웰드릭 로드 이스트 33번지 T&T 슈퍼마켓 하딩 블루버드 250번지 매켄지 리치먼드힐 병원 매카나기 센터 (월-토 정차) 영 / 메이저 매켄지 (일요일 정차) 월마트 플라자 & 푸드 베이식스 로즈타운 아파트 던로프 주택 리치먼드하이츠 플라자 로블로스 몽셩 코트 | 매일 낮 시간대에 운행                                                                       |
| 590  | 리치먼드힐 커뮤니티 버스                              | Richmond Hill Community Bus                  | 몽셩 코트                                                           | ←        | 힐크레스트 몰                                                  | 남쪽 몽셩 코트 로블로스 롱고스 / 렉스올 리치먼드하이츠 플라자 던로프 주택 로즈타운 아파트 월마트 플라자 / 푸드 베이식스 매카노티 센터 (월-토 정차) 영 / 메이저 매켄지 (일요일 정차) 하딩 블루버드 250번지 매켄지 리치먼드힐 병원 T&T 슈퍼마켓 웰드릭 로드 이스트 33번지 마셜 스트리트 25번지 & 옵서배토리 레인 100번지 베이프 주택 힐크레스트 몰 | 매일 낮 시간대에 운행                                                                       |
| 760  | 본밀스 몰 / 원더랜드                                  | Vaughan Mills / Wonderland                   | 캐나다 원더랜드                                                     | ↔        | 핀치 역                                                        | 남쪽 [캐나다 원더랜드]] 본밀스 몰 리치먼드힐 센터 터미널 핀치 역 북쪽 핀치 역 리치먼드힐 센터 터미널 본밀스 몰 캐나다 원더랜드 | 5-6월과 9-10월 토/일/공휴일 상시 운행. 7-8월 매일 상시 운행.                                |
| 760  | 본밀스 몰 / 원더랜드                                  | Vaughan Mills / Wonderland                   | 본밀스 몰                                                           | ↔        | 핀치 역                                                        | 남쪽 본밀스 몰 리치먼드힐 센터 터미널 핀치 역 북쪽 핀치 역 리치먼드힐 센터 터미널 본밀스 몰 | 11월-12월 중순 토/일/공휴일 운행. 12월 중순-1월 초 및 블랙 프라이데이에 매일 상시 운행      |